# 赫库兰尼姆古城
赫庫蘭尼姆（義大利語：Ercolano）是位於今義大利坎帕尼亞大區那不勒斯省、埃爾科拉諾市轄區內的一座古羅馬古城遺址。該城起源於西元前12世紀，與龐貝、斯塔比亞及周邊多座別墅一樣，於西元79年維蘇威火山爆發期間被厚達4至6米（13至20英尺）的火山灰與浮石掩埋。
與龐貝相同，赫庫蘭尼姆是少數保存完整的古羅馬城市之一；然而，兩者的掩埋成因略有不同。覆蓋龐貝的是落下的火山灰和浮石，而赫庫蘭尼姆則是遭火山碎屑流覆蓋，這些物質在碳化過程中保存了更多木質與有機遺物，包括屋頂、床、門、食物，甚至紙莎草文書。由於厚重的火山岩層隔絕外界，該城得以免於後續的掠奪與自然風化。儘管今日赫庫蘭尼姆的知名度不如龐貝，但它是首個被發現的維蘇威火山城市（1709年），早於龐貝的發現（1748年）與確定身份（1763年）。
1709年，當地居民在挖掘一口水井時意外發現古城遺跡。不過根據紀錄，在此之前的早期工程中，人們已有發現遺蹟的跡象。遺址發現初期，許多尋寶者在城內挖掘隧道取走文物，正式的考古工作始於1738年，並持續至1780年。之後工程中斷直至1828年重新展開，並於1875年再度停止。1927年，在考古學家阿梅代奧·馬尤里的推動下，發掘進入系統性階段。目前，絕大部分出土文物收藏於那不勒斯國立考古博物館；此外，虛擬考古博物館亦於2008年設立，用以重現火山爆發前的城市樣貌。
赫庫蘭尼姆遺址的規模小於龐貝，估計居民約有5,000人，但該地為羅馬上層社會的海濱度假勝地，城中多為密集建造的豪華住宅，普遍使用彩色大理石進行裝飾，反映其富裕程度。古城中最具代表性的建築包括紙莎草別墅與所謂的「船屋」，後者出土超過300具因火山爆發而罹難的居民遺骸。赫庫蘭尼姆遺址目前由赫庫蘭尼姆考古公園管理，自1997年起與其餘維蘇威火山遺址一同被列入联合国教科文组织世界遗产。根據官方統計，2023年赫庫蘭尼姆考古公園共接待563,165名訪客。

## 歷史

### 古代赫庫蘭尼姆

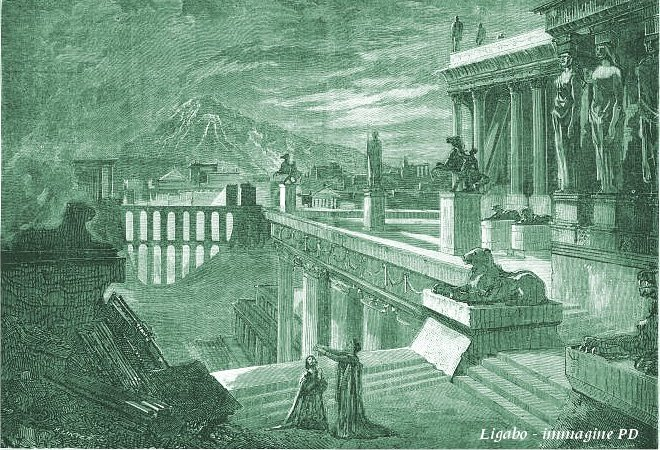
赫庫蘭尼姆的想像重建圖

根據哈利卡納蘇斯的戴歐尼修斯的記載，赫庫蘭尼姆是由赫丘利於西元前1243年所建，然而更普遍被學界接受的說法是，它最初由奧斯坎人於西元前12世紀建立。如斯特拉波所述，也有觀點認為該城可能是在西元前10至8世紀間由伊特魯里亞人所建。
西元前479年，赫庫蘭尼姆被來自大希腊的希臘殖民者占領，其後落入萨莫奈人之手。最終在同盟者战争期間的西元前89年，城市被羅馬人征服，成為一座市鎮。此後，赫庫蘭尼姆發展為羅馬貴族的海濱度假地，其黃金時期出現在護民官馬爾庫斯·諾尼烏斯·巴爾布斯任內。他為城市興建了多座建築與公共設施，對城市面貌影響深遠。
西元62年，赫庫蘭尼姆在龐貝地震中受到嚴重損害，尚未完全修復之際，又在西元79年遭遇火山爆發，整座城市被厚達10至25公尺的火山泥漿與火山碎屑流掩埋。這些沉積物最終固化為一種稱為「帕帕蒙特岩」（pappamonte）的岩層，性質類似凝灰岩但質地較軟，反而有效保護了建築與遺物的完整性。

### 18世紀的發掘

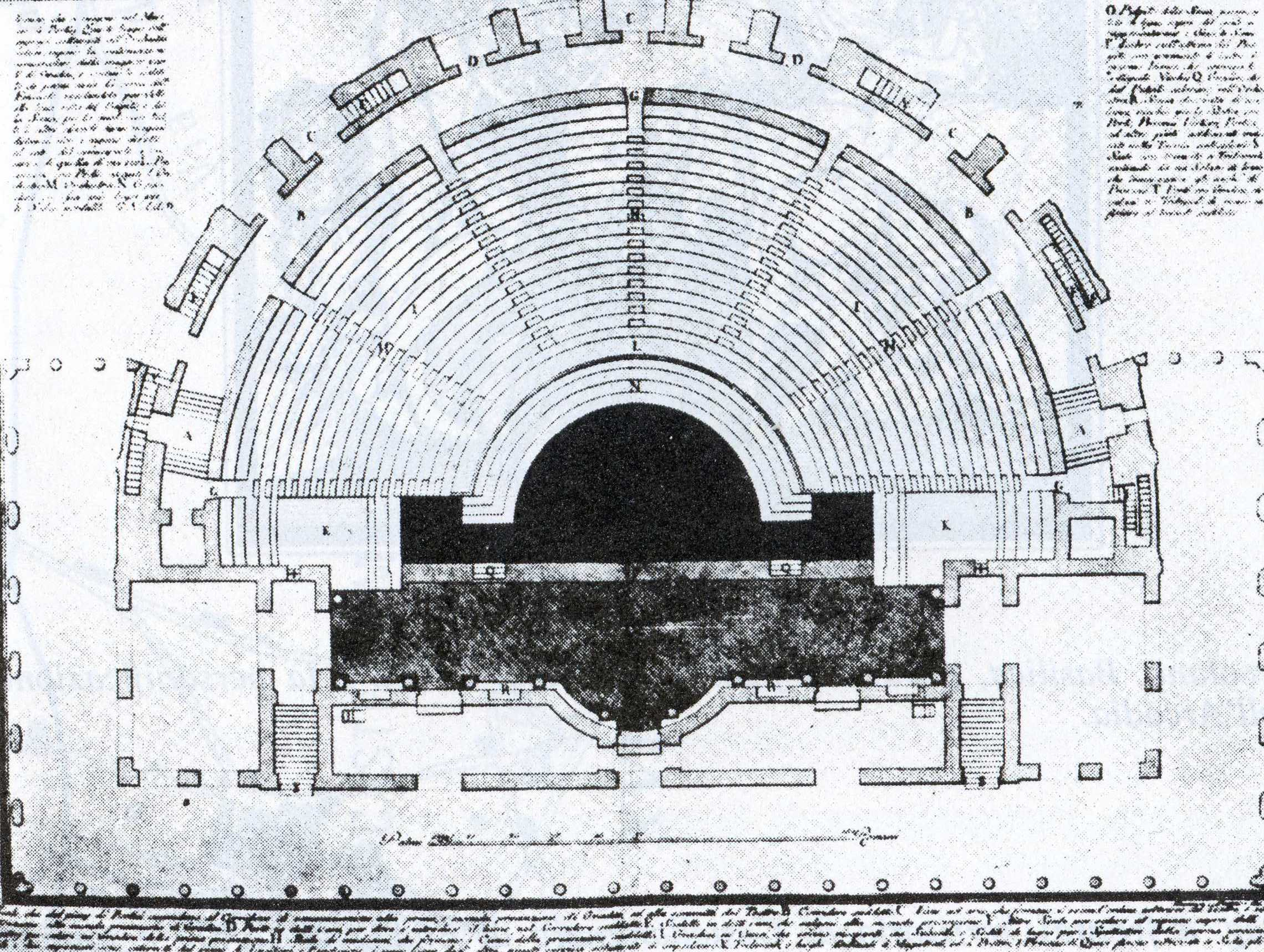
赫庫蘭尼姆劇場地圖：該市首個被發現的建築

隨著世紀更迭，古代赫庫蘭尼姆的記憶逐漸模糊，最終幾乎被世人遺忘。1709年，一名名為安布羅焦·諾切里諾（Ambrogio Nocerino，綽號「Enzechetta」）的農夫，在為其菜園擴建灌溉水井時，於聖賈科莫教堂與方濟各會赤足修士所屬林地附近，偶然發現了一些質地精良的大理石碎片。
當時受雇於埃馬努埃萊·毛里齊奧·德爾博埃夫親王的工匠經過該地，購得部分石材作為那不勒斯一座教堂祭壇的裝飾。親王獲知消息後，隨即購下該地，並於1710至1711年間組織地下通道發掘作業，所出土的文物被安置於其位於附近的德爾博埃夫別墅。隨後發現，水井的挖掘路徑正好穿越了一座古代劇場的舞台區，起初被誤認為是海克力士神殿的遺址。不久後，根據遺構特徵與出土物品推斷，這些遺跡即為79年維蘇威火山爆發中消失的古羅馬城市赫庫蘭尼姆。
由於擔心進一步挖掘會危及地表建築結構，司法機關隨即下令中止工程。發掘期間，考古人員已揭露劇場的舞台、布景牆與貴賓看台兩側的側廊，並出土若干非洲大理石、雪花石膏與黃色大理石柱、刻有西元前38年執政官克勞狄烏斯·普爾克（Claudius Pulcher）姓名的楣石、陶製酒甕（dolia），以及九尊雕像（八位女性與一位裸體英雄男性），部分仍保留於壁龕中。這些雕像中有些曾被轉移至美景宮展出，後又移展至德勒斯登的阿爾貝提努姆雕塑館，其餘則陳列於新建的波蒂奇宫。

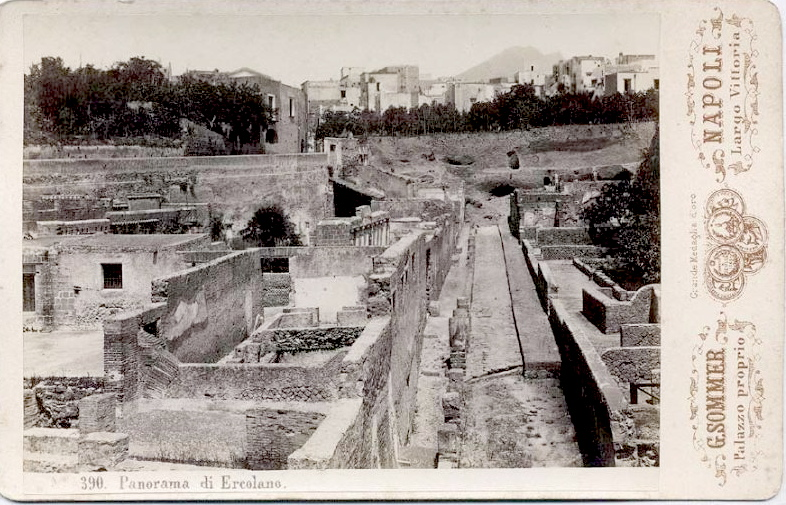
19世紀末至20世紀初的發掘現場

1738年，西班牙國王卡洛三世下令興建波蒂奇宫，並派遣軍官羅克·華金·德·阿爾庫比埃雷進行區域測繪，重新發現數十年前已知的古城遺址。獲得王室批准後，他率領工人展開新一輪的發掘，重新出土雕像、大理石構件與刻字建築碎片。
當時負責整理宮廷圖書館與法爾內塞收藏的學者馬爾切洛·韋努蒂確認這些遺物來自劇場，而非早先所誤認的海克力士神殿。同年，他繪製了首張赫庫蘭尼姆遺址地圖，並於1747年加以修訂；而首部記錄發掘成果的專著《古赫庫蘭尼姆城首次發現記述》（Descrizione delle prime scoperte dell'antica città di Ercolano）則由奧塔維奧·安東尼奧·巴亞爾迪於1748年出版。
1750年，瑞士建築師卡爾·雅各布·韋伯加入阿爾庫比埃雷的團隊，對劇場構造與運作機制進行詳細研究，並發現一尊青銅雕像。他於1760年提出改採露天發掘的建議，以改善傳統井道與狹窄坑道作業的不便與危險，當時通道寬度僅1公尺，高度約1.8公尺，不僅空間狹小、照明不足，還有坍塌與毒氣積聚的風險。此一提議獲得建築師路易吉·范維泰利與費迪南多·富加的支持，但遭到阿爾庫比埃雷反對，他認為露天開挖可能導致地震損壞周邊建物。隨著韋伯於1763年早逝，該計畫最終被擱置。

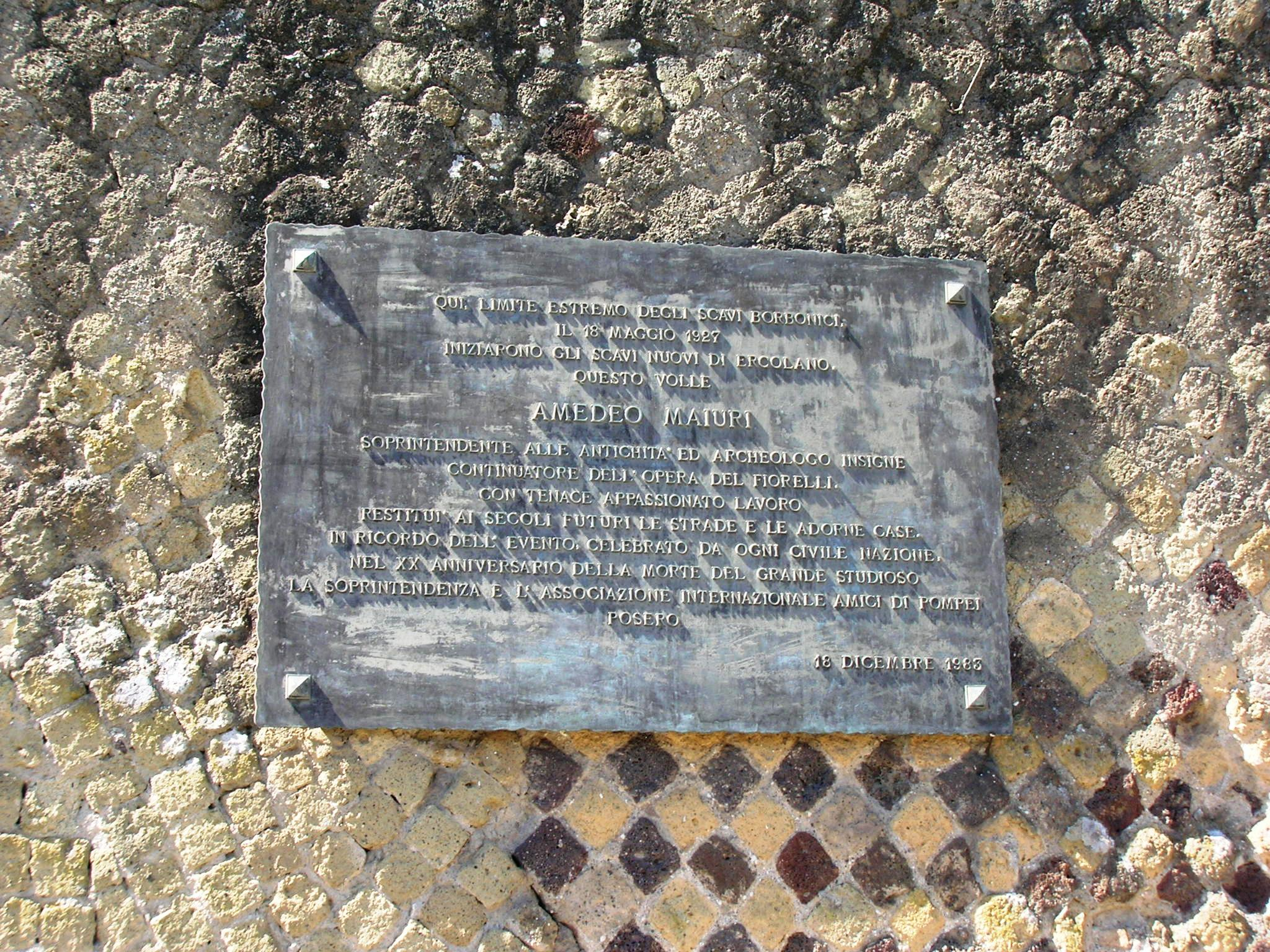
阿梅代奧·馬尤里推動重啟發掘的紀念銘牌

早在1750年，韋伯即意外發現著名的紙莎草別墅，該地出土大量雕像以及超過1,800卷碳化紙莎草文獻。這項發現極大提升了赫庫蘭尼姆的學術與文化價值，進而促成1755年設立赫庫蘭尼姆學院，以促進遺址的研究與保存。
自1751年起，所有出土文物集中轉移至新改建為博物館的波爾蒂奇宮收藏，僅開放予國王與其賓客參觀。在此之前，文物暫時存放於卡拉馬尼科宮，該建築日後併入王宮主體結構。
1768年，工程師弗朗切斯科·拉·維加加入阿爾庫比埃雷的團隊，重新展開劇場發掘，並使用抽水裝置清除積水，深入至舞台後方陽台層，發掘深度達近十公尺。1771年，維加完成劇場平面圖並繼續進行繪圖作業，惟其大多數原圖稿現已佚失。
然而，自此之後，對赫庫蘭尼姆的關注逐漸轉淡。主要原因在於龐貝的發現與開挖提供了更容易的條件，其掩埋物為火山灰與浮石，清理相對簡便，且出土文物更為豐富。因此，赫庫蘭尼姆的發掘工作於1780年正式告一段落。

### 19至21世紀的發掘

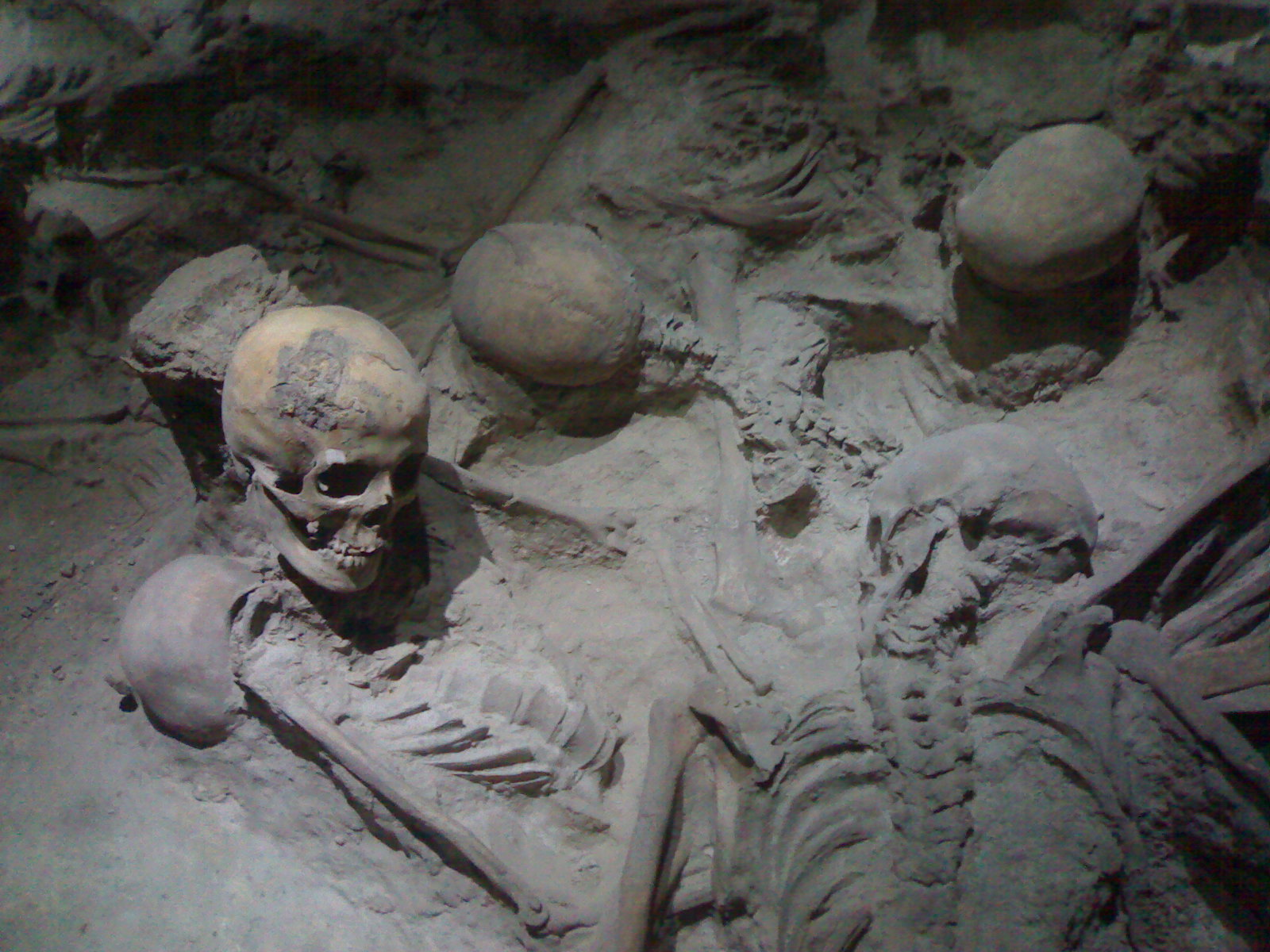
在赫庫蘭尼姆出土的人類遺骸

隨著龐貝遺址發掘工作的成功推進，1828年，在兩西西里王國國王弗朗切斯科一世的支持下，赫庫蘭尼姆的發掘作業重新展開。本階段的主要革新為技術方式的轉變，由傳統地道探測轉為露天開挖；然而出土成果有限，導致工程於1837年3月18日再度中止。1850年曾短暫恢復，但至1855年又告中斷。
1869年，在朱塞佩·菲奧雷利的主持下再度進行小規模發掘，由義大利國王維托里奧·埃馬努埃萊二世親自為此次行動揭幕：
「陛下懷著極大興趣參觀了劇場的地下遺跡後，親臨為新一輪發掘揭幕，該計畫由王室政府推動，位於新近自神父帕斯夸萊·斯科尼亞米利奧購入的土地上，西接海巷，南接過往發掘區。」 ——《朱塞佩·菲奧雷利，《發掘日誌》》
然而，由於與過去相同的資源限制，該計畫於1875年再度中止。
1904年，美國考古學家查爾斯·沃爾德斯坦曾向義大利政府提議推動國際合作計畫以重啟發掘，擬採地道結合露天開挖的方式進行至紙莎草別墅，並規劃鋪設德考維爾鐵道以將廢土運至鄰近的那不勒斯－薩萊諾鐵路沿線空地。惟該計畫最終因被視為損及國家主權而遭否決。
1924年，阿梅代奧·馬尤里（Amedeo Maiuri）獲任命為坎帕尼亞地區古蹟與考古監督官後，展開土地徵收計畫，以防止都市擴張危及遺址。1927年5月16日，新一輪大規模發掘正式啟動，並持續至1942年因第二次世界大戰而中斷。在此期間，共清除逾25萬立方公尺的凝灰岩，改以小型鐵道取代馬匹運輸廢土，總計揭露約4公頃古城面貌。
第二次世界大戰結束後，儘管轟炸未對遺址造成實質損害，自1945年至1958年間仍持續進行遺址鞏固與建築修復工程，並因拆除多棟破舊建築而展開新一輪發掘。馬尤里提出「露天博物館」構想，主張新出土建物應由考古學家、工匠與園藝師即時修復。然而，許多建築因火山泥流導致下層損毀、上層保存，修復難度極高，加之波旁時期地道造成的損傷，使工程更加複雜。畫作雖曾經修復並展示於展櫃中，但因維護成本高、碳化有機物易受氣候損害，加上觀光壓力與防盜困難，多數展櫃最終被拆除。
1960至1969年間進行數次短期考古行動。1980年起，在朱塞佩·馬吉（Giuseppe Maggi）主持下，赫庫蘭尼姆考古研究迎來重大突破。此前普遍認為，大部分居民於火山爆發初期即成功逃離，此一假說基於市區內極少發現人類遺骸。
1982年1月16日，考古團隊利用抽水機清理靠近公元79年海岸線區域，在郊區浴場與聖區平台下方拱廊內，首次發現大量人類遺骸。該區原為停放與維修船隻之用，同時也出土一艘船隻。其後數年間陸續發掘出逾三百具人類遺骨，考古學者據此推斷，當時大量居民夜間聚集於赫庫蘭尼姆海灘，準備搭船逃難，最終遭突如其來的火山碎屑流吞噬而喪生。1988年與1996至1998年間亦進行數次短期發掘行動。1997年，赫庫蘭尼姆與龐貝等城一同被列入聯合國教科文組織世界遺產名。

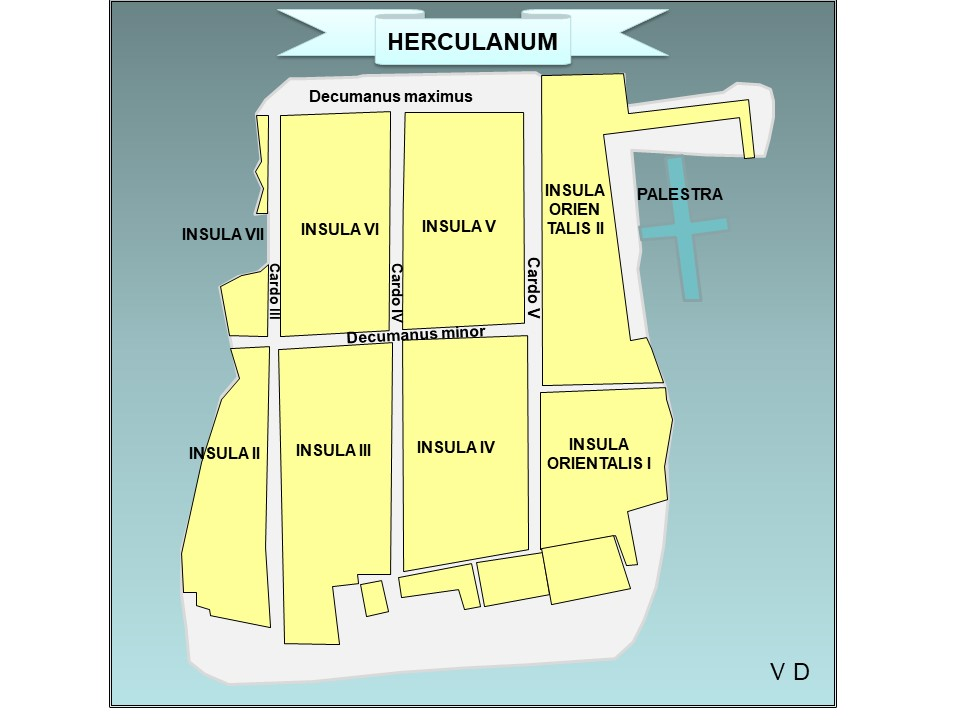
當前已挖掘區域的赫庫蘭尼姆地圖。

20世紀後期，鑑於大量觀光客湧入、破壞行為、管理不善以及政治決策失當，皆加速了眾多遺址與建築的劣化。同時現代埃爾科拉諾市區所造成的地下水滲透，導致不少古建築的基礎亦因此受損。自2001年起，赫庫蘭尼姆與派克人文學研究所合作推動「赫庫蘭尼姆保護計畫」（Herculaneum Conservation Project），致力於遺址的保存與再發掘。該計畫為一項公私協力的合作倡議，初期主要提供地方當局資金援助，以應對遺址當前面臨的緊急問題；後續更擴展為提供專業技術支援與擬定長期保護方針。計畫自啟動以來，積極參與多項試點性保存工程，並與羅馬英國學校合作，訓練學生參與遺址維護工作。
其中一項代表性的測試工程為修復一間主房間，該房間曾於1938年由馬尤里團隊修復，但長年以來因濕氣滲入牆體，導致原先塗覆的蠟層與壁畫顏料產生附著作用，進而造成顏料翹起、剝落與褪色。在與蓋蒂中心合作下，修復人員成功研發出一種可使用溶劑去除部分蠟層的技術，藉以減少牆面堆積，進而穩定顏料，防止進一步脫落。
2014年，該機構與義大利文化部簽署協議，將考古區面積擴大至5,171平方公尺，並拆除位於古城上方之危樓，改善遺址與城市間的交通銜接。
2016年，赫庫蘭尼姆考古公園（Parco Archeologico di Ercolano）正式設立，並自2017年起展開營運。

## 都市規劃

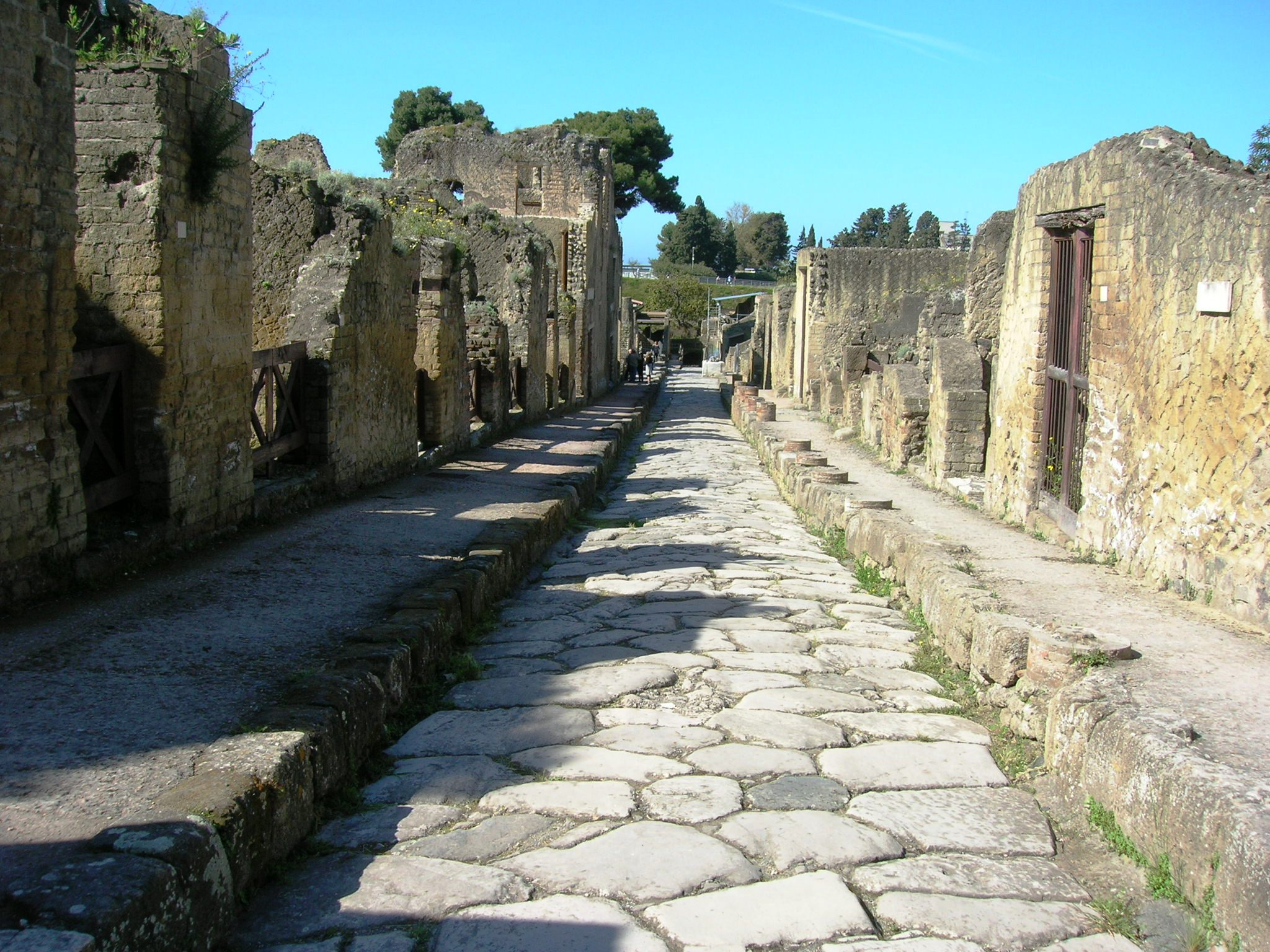
卡多五街（Cardo V）遺址

古赫庫蘭尼姆的城市規劃遵循希波達摩斯所倡導的格狀都市模型，惟目前僅有原面積約20公頃城市中的約4公頃區域被發掘。整座城市原由城牆環繞，牆體厚度約為2至3公尺，主要建於西元前2世紀，採乾砌技術以大型鵝卵石築成，臨海一側則採用「網格石工法」（opus reticulatum）。據古代史家卢修斯·科尼利厄斯·西塞那記載，赫庫蘭尼姆的城牆被形容為「低矮」。如同龐貝，在同盟者戰爭之後，城牆逐漸失去其防禦功能，並為周邊新建建築所取代，其中一例為「旅館之家」（Casa dell'Albergo）。
城市街道採古典希臘式正交格局，十字路口呈直角交錯；德庫馬努斯（東西向街道）平行於海岸線，而卡多（南北幹道）則與其垂直交會。在靠近海灘的區域，每條卡多皆設有帶拱門的坡道，可通往臨海地帶。全城共設有三條德庫馬努斯（其中兩條已出土）與五條卡多（目前已發掘第三、第四與第五條）。在奧古斯都時期，多數街道鋪上多邊形熔岩石板，惟第五卡多臨近體育館的區段改鋪白色石灰岩。
根據考古觀察，已發掘街道兩側皆設有人行道，且未見明顯車輪磨損痕跡，顯示當地因地勢陡峭，自港口向市中心的運輸以騾馬及徒步為主。
目前僅於第三卡多街發現一條下水道系統，負責收集市集廣場、住宅內集水池、廁所與廚房的排水；其他街區則多將污水直接排入街道，部分廁所則設有吸收井以處理排泄物。在供水系統方面，赫庫蘭尼姆於奧古斯都時期接通塞里諾水道，水源經由埋設於街道下方的鉛管網分送至各處，並以閥門控制水量。但該系統大部分管線在波旁時期的發掘作業中遭拆除。在水道尚未建成前，居民依賴深度約8至10公尺的水井汲水。
截至目前，赫庫蘭尼姆的多數核心區域仍埋藏於地下，包括市集廣場、神廟、主要住宅群與墓地。現存可見的遺址按照格狀分區，區劃為數個街區，其中僅第三至第六街區已完成全面發掘。

## 房舍與別墅

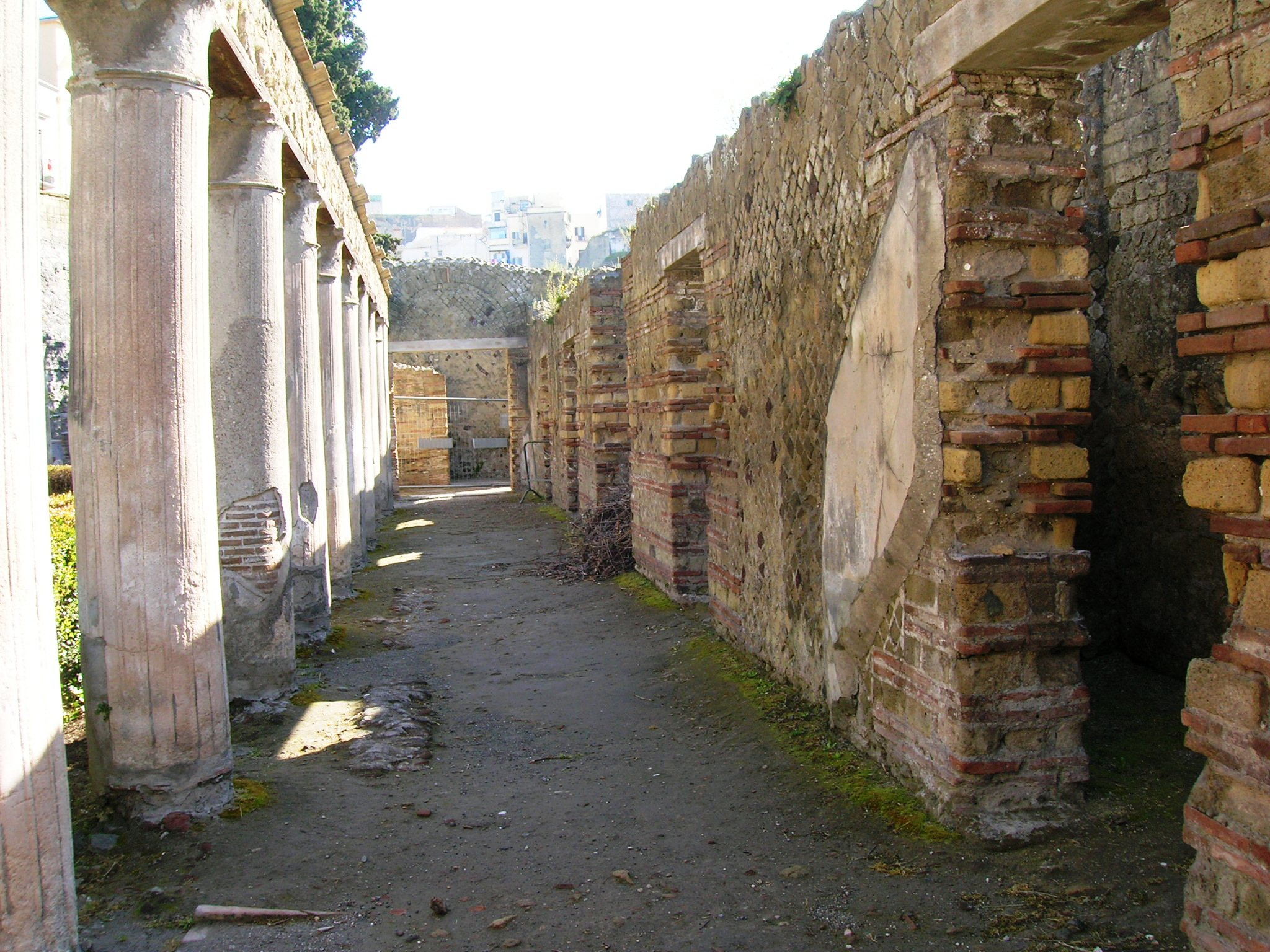
阿耳戈斯之家的周柱庭院

赫庫蘭尼姆的典型住宅整體規模小於龐貝，但由於該城在晚期逐漸轉變為度假勝地，居民多為富裕階層，因此其住宅裝飾普遍精緻華麗。在西元62年地震後，部分建築為強化抗震能力，於立面增建磚砌柱廊以支撐牆體、陽台與廊道。此外，赫庫蘭尼姆住宅另一特色為中庭大多缺乏傳統的集水池，即便存在亦多已失去集水功能，因多數住戶皆擁有自家水井，或已接通公共自來水系統。

### 第二街區
格尼烏斯之家因出土一尊作為燭台一部分的格尼烏斯大理石像而得名。該建築目前仍有部分掩埋，僅能由後門進入；庭院為列柱式設計，中央設有大理石噴泉，地面鋪有陶瓦混凝土與馬賽克。
阿耳戈斯之家尚未全面發掘，目前的出入口為波旁時期發掘時所留下的通道。該之家以原先牆上一幅描繪百眼巨人阿爾戈看守伊俄的壁畫命名（今已不存）。其主要庭院為周柱式，柱身覆以灰泥，庭院周圍設有餐廳與若干小型空間，並附有一處較小的第二庭院，其柱體可由地道觀察。此屋另設有已毀損的二層樓結構，曾出土麵粉、麵包、罐裝豆類、杏仁、橄欖、斯佩耳特小麥與各類水果。
阿里斯提德之家位於接近海岸的位置，於波旁時期發現，當時曾被誤認為通往紙莎草別墅的通道。其內部出土一尊雕像，原被認為是阿里斯提德，後來確定為埃斯基涅斯。此宅大部分建於菱形石砌法之上，目前可見其中庭與部分周邊房間。

### 第三街區

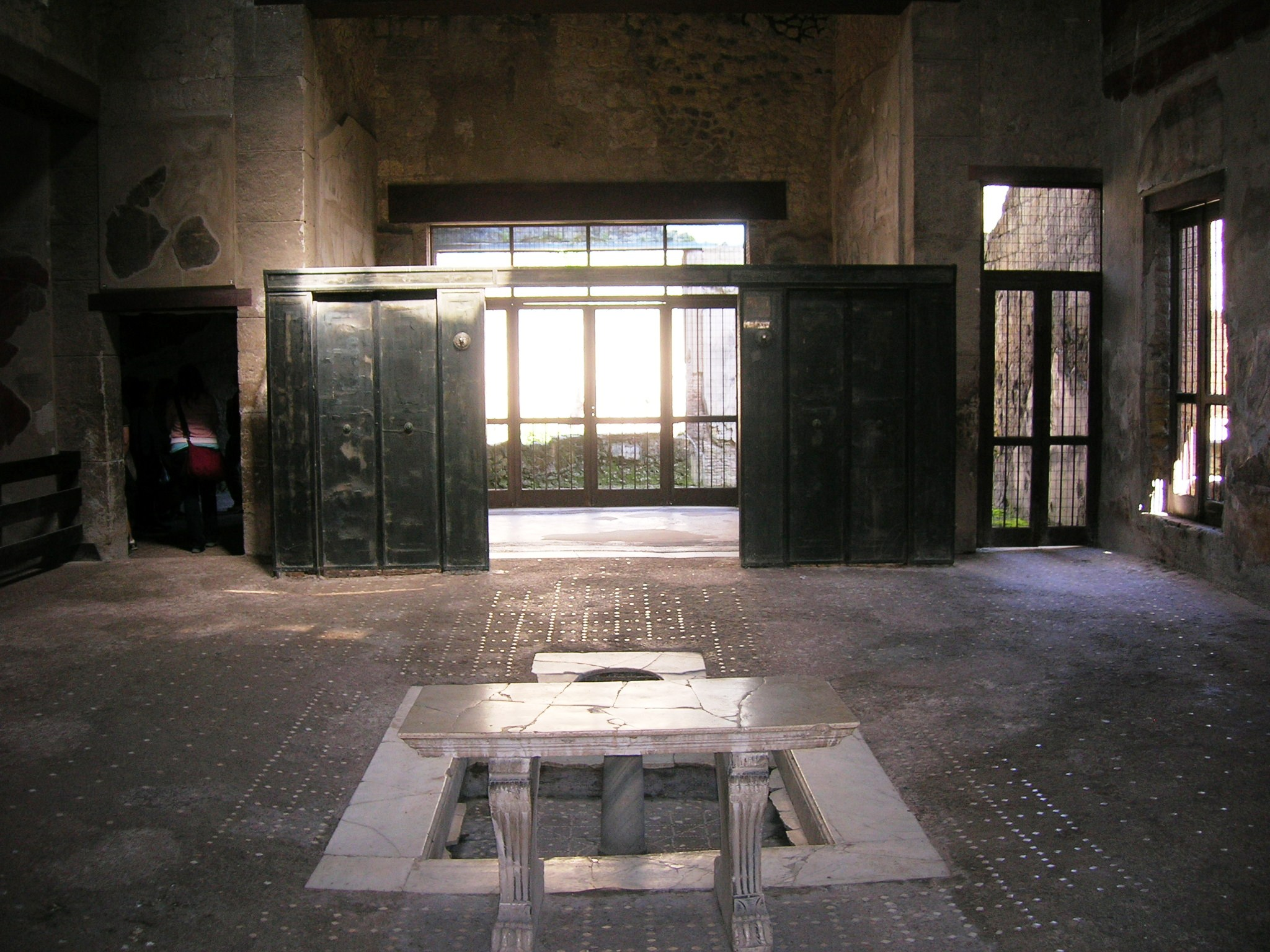
木隔屏之家（Casa del Tramezzo di Legno）中庭

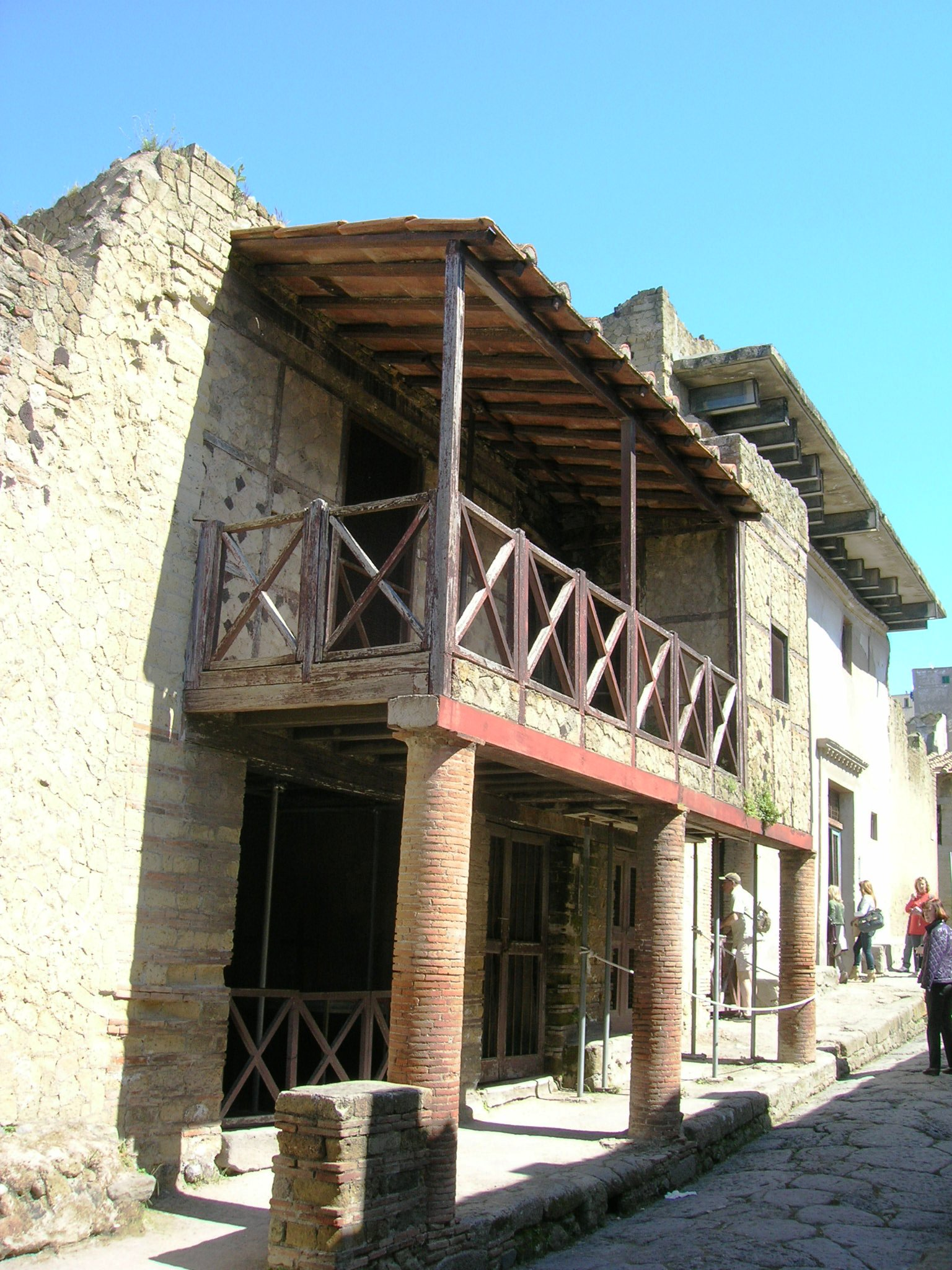
格構之家（Casa a Graticcio）的陽台

旅館之家面積超過2000平方公尺，坐落於海岸邊，是目前赫庫蘭尼姆出土規模最大的住宅。因最初發掘時誤認為為旅館而得名。該之家為全城唯一設有羅馬浴場設施的私人住宅，其熱水浴室鋪有馬賽克地面與第二風格壁畫，周柱庭院與其他房間亦裝飾有馬賽克地板，基座內部則鋪以彩色大理石與碎陶。
骸骨之家由三座獨立住宅合併而成，部分在波旁時期已遭發掘並失去大量文物；得名自宅內發現的一具人類骸骨。1927年由馬尤里重新發掘，建築中庭設有仿山洞式的噴泉亭，採用仿方石砌法，內鑲藍紅馬賽克並飾以浮雕壁畫。中庭上方設金屬格柵，內部保存一座馬賽克裝飾的家神壇，其他房間則可見第三風格壁畫與碎塊形工藝地板。
木隔屏之家以其出土的木製折疊隔屏命名，該隔屏設於中庭與接待室之間，包含雕刻門扇與可支撐油燈的青銅支架。此宅建於羅馬征服前，並於儒略-克勞狄王朝時期重修，當時重新粉刷為第三風格壁畫。庭園牆面繪有一幅噴泉景致，周圍環繞鴨、鷺、蛇與牛頭圖像。
格構之家為多戶型住宅，主要以節省成本的格構建法（opus craticium）構築：其牆體內嵌木質框架，間填不規則石砌，外覆水平與垂直排列之蘆葦片，再以灰泥覆蓋。外部陽台由三根磚柱支撐，內部裝飾有第四風格壁畫。出土文物包括木製床架與櫥櫃殘件，內含玻璃瓶、拉爾神像、油燈與項鍊等。
青銅半身像之家為一座小型住宅，地面鋪以碎陶，牆面施以第三風格壁畫，中庭內設有一座凝灰岩集水池。接待室與餐廳內部則可見第四風格壁畫與碎塊形工藝地面裝飾。該宅曾出土一尊疑為屋主肖像的方柱形胸像，今存其石膏複製品。
磚壇之家面積約110平方公尺，包含六個房間，設有中庭與二層建築。目前僅保存少量第二風格壁畫，但多已受損。

### 第四街區

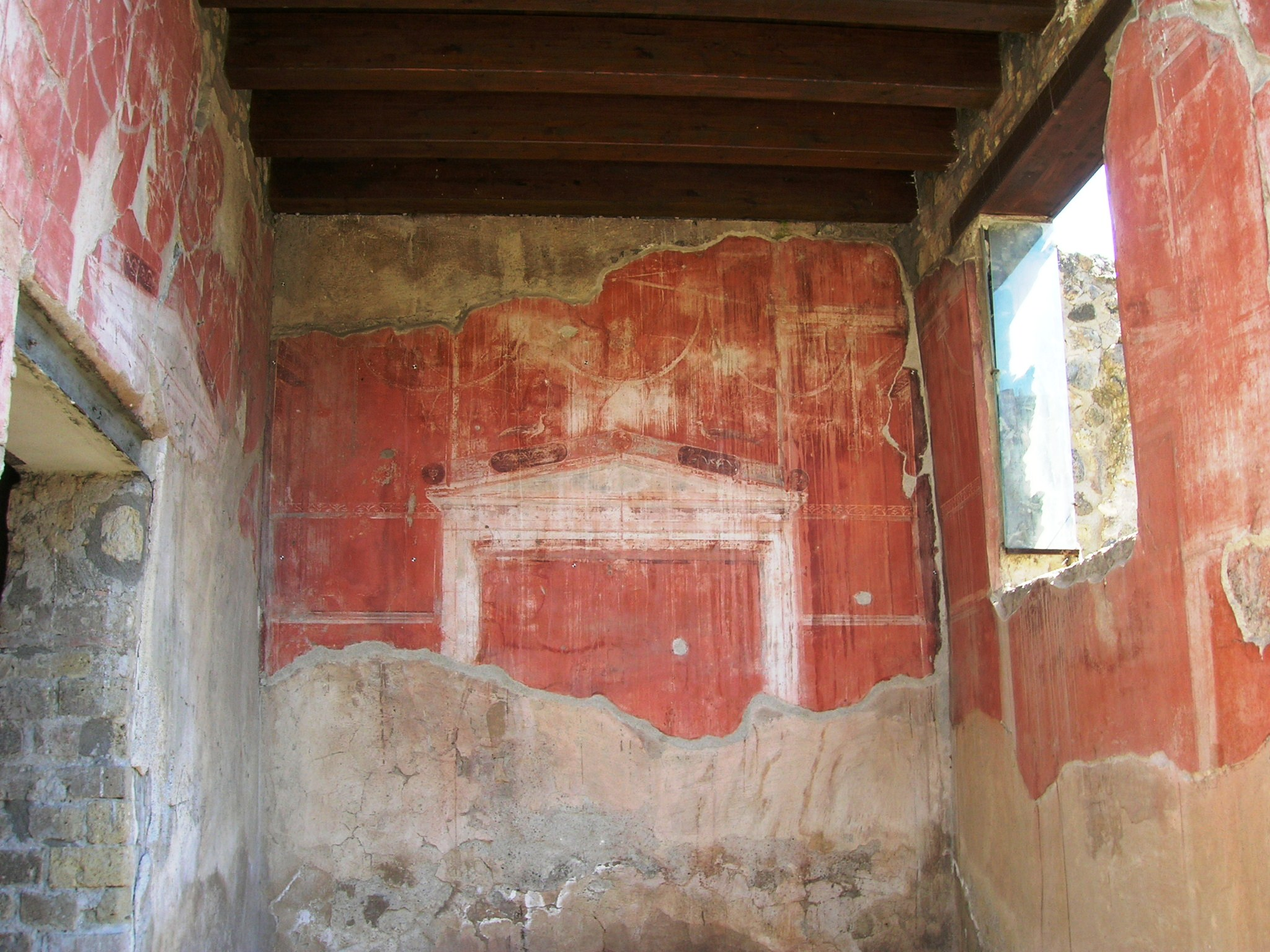
有壁畫裝飾的阿爾科瓦之家

馬賽克中庭之家建於俯瞰大海的高地，巧妙地利用古城牆作為向海傾斜的建築基座。入口地板鋪有幾何圖案馬賽克，前廳則以仿格狀天花板設計的馬賽克裝飾，中庭地面為棋盤格圖樣。其會客廳採三廊式結構，柱身覆以灰泥，地板使用大理石鑲嵌工法；花園由帶窗的三重柱廊圍繞，牆上保有若干壁畫，包括《狄爾刻之刑》與《戴安娜與阿克泰翁》。花園中央設有大理石噴泉，水源來自入口樓板下方的蓄水池。
阿爾科瓦之家由兩棟原為獨立的建築組成，各自擁有獨立出入口，並經由前廳間的一扇門相互連通。第一棟於波旁時期發掘時已遭嚴重掠奪，現僅存一幅描繪忒修斯遺棄阿里阿德涅的壁畫；第二棟則保存有鑲嵌地板與第四風格牆面裝飾。之家內一條短廊通往一處半圓形、帶窗的私密空間，即命名由來的「阿爾科瓦」。洗布坊之家（casa della Fullonica risale）建於西元前2世紀，擁有兩個中庭。其一原無集水池，於西元前1世紀改作洗布坊，增建兩個水池以供洗衣之用；另一中庭為托斯卡納柱式中庭，中央配有陶片鋪成的集水池。屋內兩間會客廳保留第一風格壁飾。繪有紙草卷軸之家（casa del Papiro Dipinto）因庭院入口處壁畫而得名，畫中描繪一捲書寫有詩人名字的希臘文紙草卷，旁置兩只墨水瓶。布料之家（casa della Stoffa è di）為一面積較小的住宅，因屋內出土多塊布帛而得名。建築包含兩層樓，分別可經街道與店鋪中的樓梯進出。
鹿群之家得名自其花園中發現的兩座雕像：一為野犬撕咬兩頭鹿，另一為酒神的隨從形象。根據出土一塊碳化麵包上的印章，可知屋主名為釋奴賽勒爾（Celer）。該屋由迎賓區、奴僕區及一條寬敞走廊構成，其帶窗隱廊中出土六十幅小型壁畫，主題涵蓋愛神、靜物與神祇，其中部分藏於那不勒斯國立考古博物館，其餘仍保留原地。

### 第五街區
宏偉門樓之家的入口門樓建於西元62年地震之後，由裝飾尼刻的臂柱條與磚砌托簷構成。屋內格局不規則，顯示經歷多次擴建。庭院為由火山凝灰岩柱圍繞的中庭，餐廳內壁畫描繪狄俄倪索斯與阿里阿德涅，另有一間黃底裝飾的會客廳，牆面繪有小天使與鳥類，以及一間藍底的休憩室，飾有戰利品、面具與兵器圖案。所有壁畫均屬第四風格。此外，屋內出土三個陶罐，分別盛有鷹嘴豆、麵粉與稻米。
木製神龕之家建於羅馬征服赫庫蘭尼姆之前，可從其保存的第一風格壁畫、一座樓中樓與白色陶片鑲嵌幾何地板中觀察得知。屋內最具特色之處為一座木製神龕櫃，正面裝飾科林斯柱式圖樣，櫃中供奉海克力士雕像。
科林斯中庭之家的中庭由六根火山凝灰岩柱圍繞，中央設有馬賽克裝飾的大理石噴泉。宅內保存多處第四風格壁畫，其中門廳牆面飾以磚砌柱。

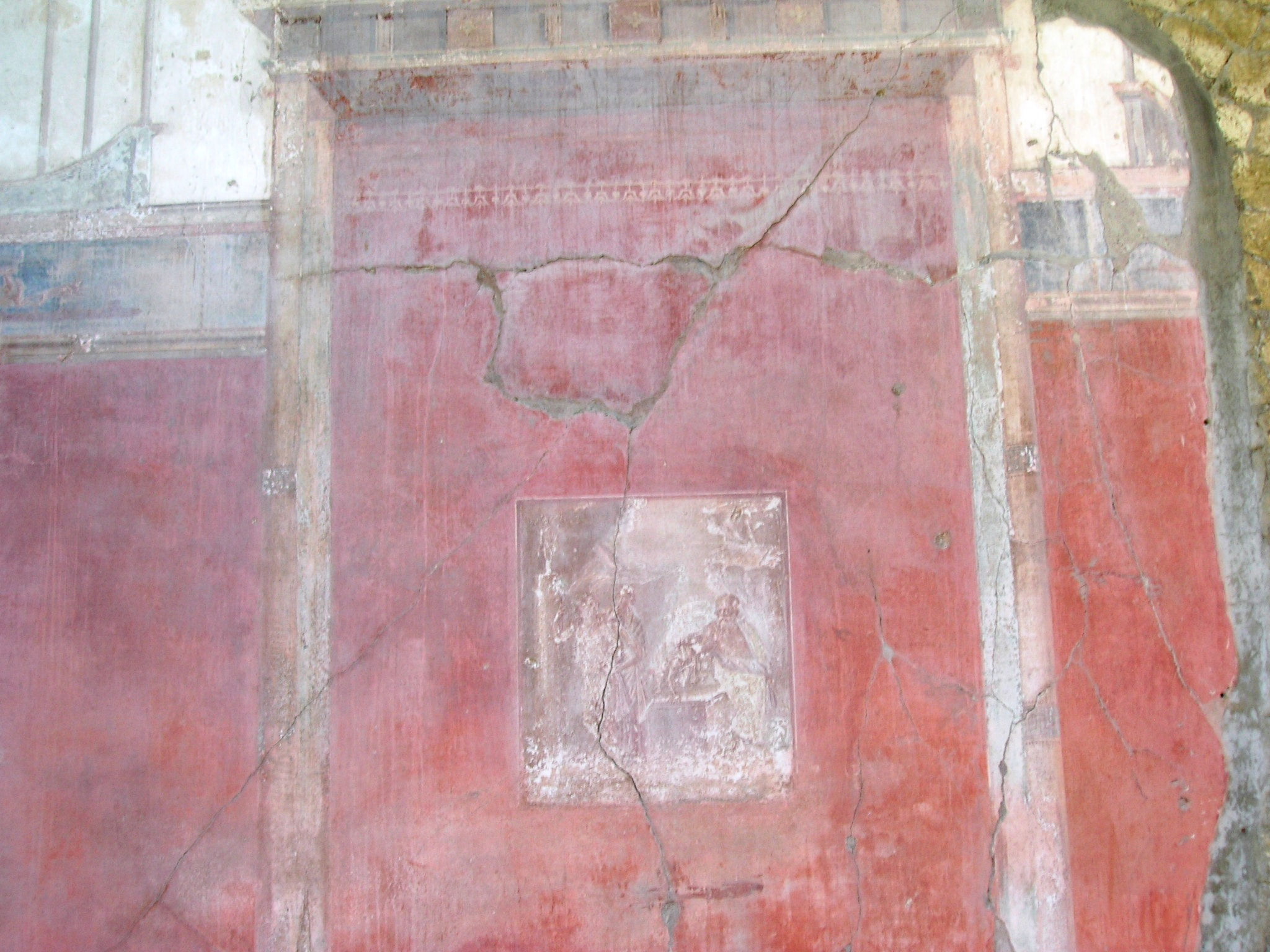
宏偉門樓之家的壁畫

附店鋪之家（casa con bottega apparteneva）的主人名為盧基烏斯・科米尼烏斯・普里穆斯（L. Cominius Primus），根據出土印章推測其職業可能為抄写员。一樓臥室發現一只木箱，內藏多塊蠟板，記錄購地與邊界協議等交易內容。
雙百周年之家於1938年發掘完成，恰逢赫庫蘭尼姆考古發現兩百周年而得名。該屋建於奧古斯都時期，全棟以網狀工法建成，會客廳地板鋪設鑲嵌工法，牆面繪有《代達羅斯與帕西法厄》壁畫。另設一座木製滑動門，用於遮蔽祖先肖像。上層採用格狀工法，出土大量蠟板，內容記錄一場法律訴訟，另發現彩繪家神龕、植物纖維掃帚與印章等物品。牆上一處曾被認為為基督十字架的刻痕，後經確認僅為支撐層架的痕跡。
美麗庭院之家於儒略-克劳狄王朝時期重建，部分區域鋪設馬賽克並改繪為第三風格壁畫，另保有第二風格殘跡。其特色為帶樓梯的馬賽克庭院與磚砌走廊，通往樓上空間。庭院裝飾在維蘇威火山爆發時尚未完工，牆上仍可見描繪老鷹的草圖。該屋曾作為出土文物的臨時儲藏所。
海神與安菲特莉特之家出土兩塊以紅色單色畫技法繪製的大理石畫板，落款為雅典的亞歷山大，即《擲骰少女》的知名畫家，推測兩畫板皆原屬本屋。其會客廳主題為《海神與安菲特莉特》，以玻璃馬賽克鑲嵌製作。附屬的店鋪為一間酒館，內出土盛裝蠶豆與鷹嘴豆的大型酒罈，另發現木製家具與爐灶、架子等日用器具。
炭化家具之家採典型羅馬住宅格局，包括中庭、會客廳、花園與上層樓房，建於克勞狄時期，後來翻修，更新牆面為第三風格壁畫。餐廳內保有描繪静物画的壁畫與一張木製床，床曾於62年地震後修復。花園內有一座貝殼鑲嵌的壁龕家神龕。
薩姆尼特之家可追溯至西元前2世紀，雖然在西元前1世紀曾因都市開發而大幅縮減。建築核心為一座配有科林斯柱式、以火山凝灰岩製成的中庭，牆面採用第一風格裝飾，天花板為格子天花板樣式，並繪有第二風格壁畫；集水池則以大理石覆蓋。部分裝飾在後期翻修中改為第四風格。該宅設有兩道通往上層的樓梯，會客廳鋪設呈菱形排列、中央為銅磚的鑲嵌地板；其中一間臥房（cubicolo）出土一幅綠底壁畫，描繪歐羅巴被宙斯擄走的場景。

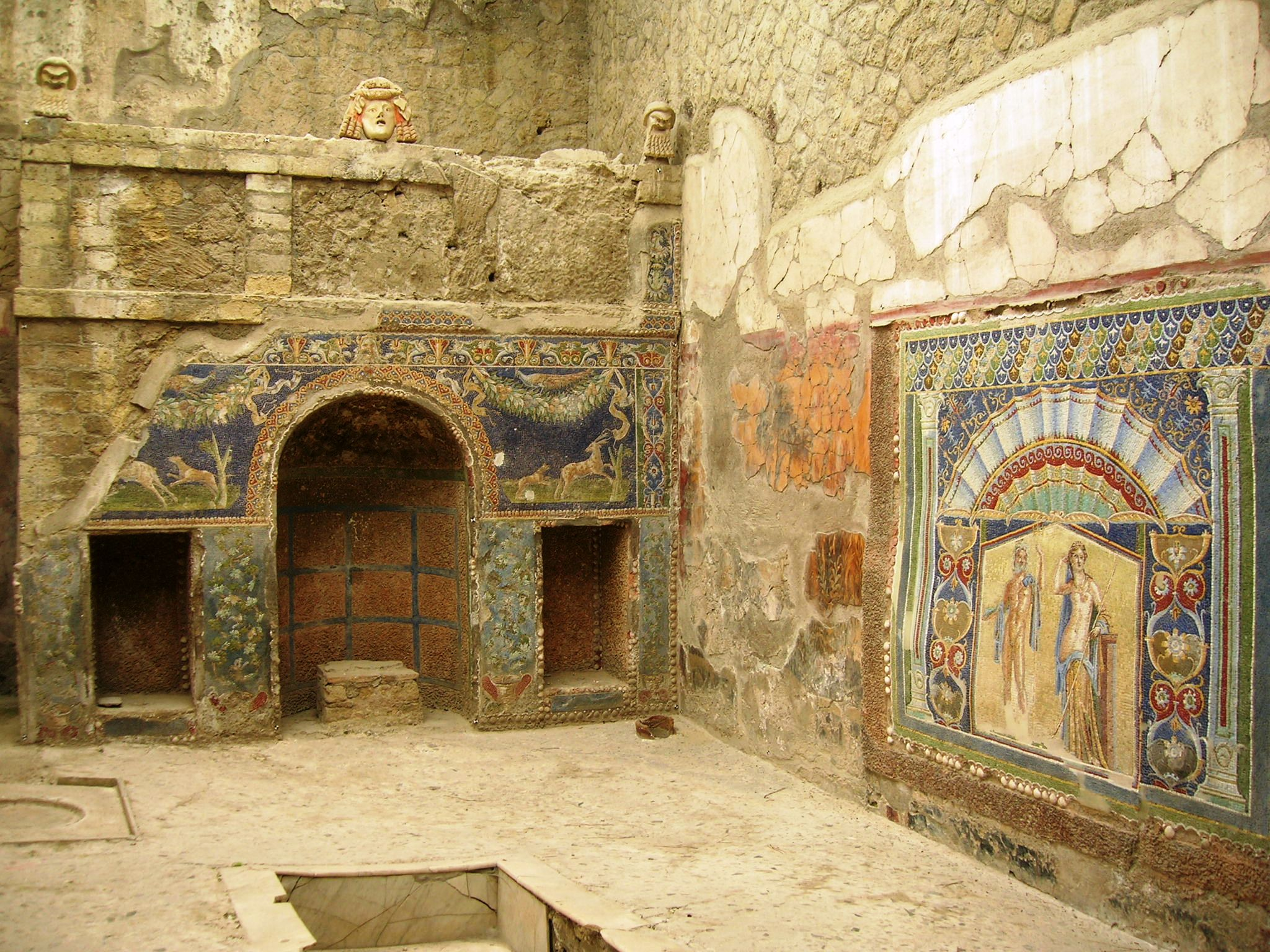
海神與安菲特莉特之家的會客廳

琴師阿波羅之家（Casa di Apollo Citaredo）是在公元62年地震後，從雙百周年之家與美麗庭院之家拆分而成。屋內牆面保存有第四風格壁畫，地板可見鑲嵌邊飾的鑲嵌工法殘跡；會客廳主題壁畫描繪阿波羅、塞勒涅與恩底彌翁的神話場景。住宅旁的作坊內發現數口半埋地面的大酒罈，內含穀物與豆類。磚柱之家（Casa della Colonna Laterizia）面積約為110平方公尺，內部空間分為七個房間，但未發現牆面或地面裝飾。帶花園之家（Casa con Giardino）是一棟規模較小且缺乏裝飾的住宅。雖然整體結構簡樸，但其會客室保留一幅第二風格壁畫殘片，內容為尼羅河風格的風景圖像。住宅後方設有一座較大的庭園，推測可能是在公元62年地震後所擴建。屋旁並附有一處小型工坊，內部設有一座家神龕。

### 第六街區

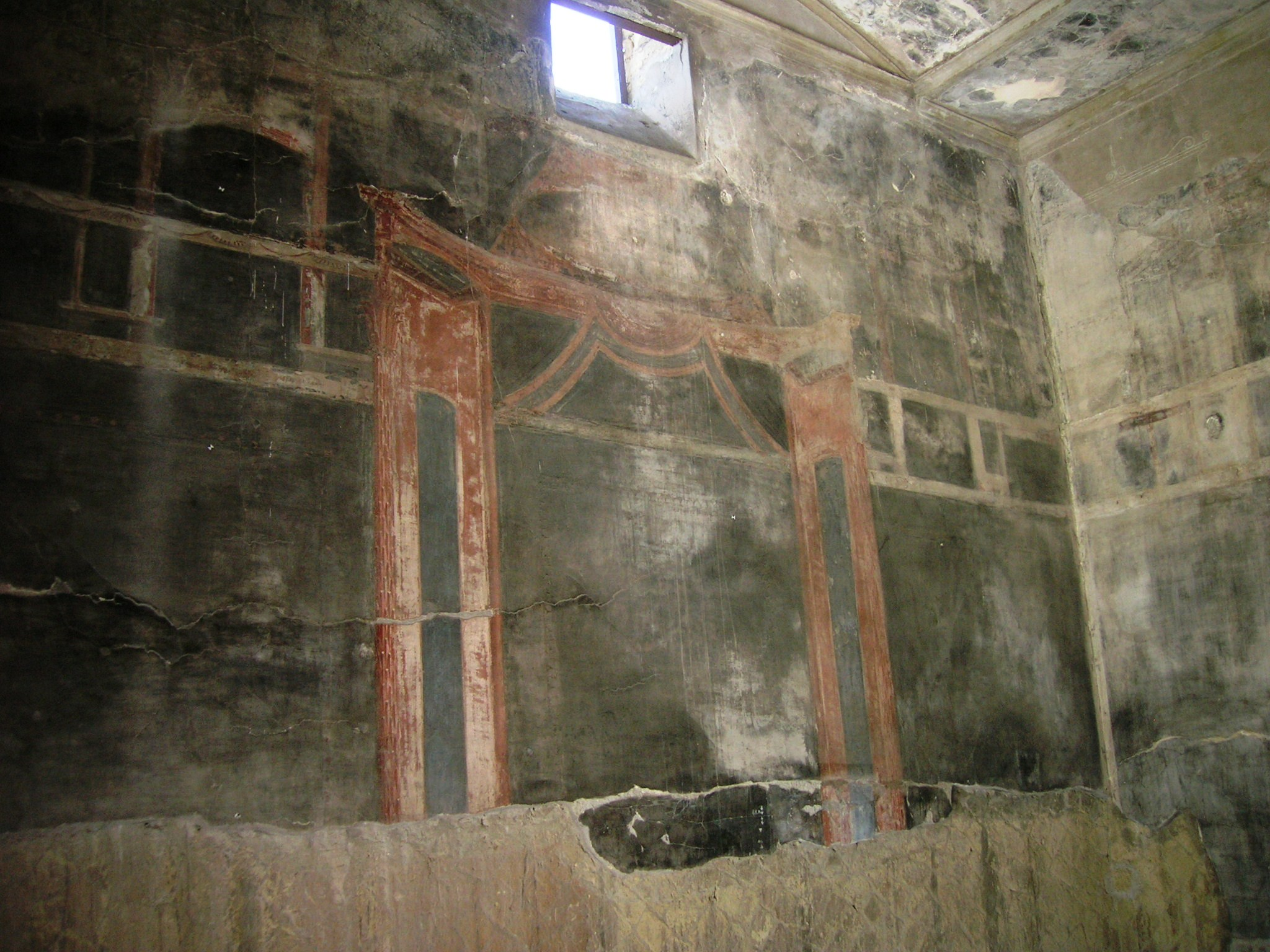
黑廳之家的第四風格壁畫

雙中庭之家因屋內設有兩座中庭而得名，其中一座為四边拱廊中庭，另一座則設有集水池]與兩口蓄水井。之家原有上層空間，雖大多已毀，但部分房間仍保存完整牆面，裝飾多屬第四風格，以靜物畫為主題。廚房區保留原有的爐台與烤爐；外牆採魚鱗工法建造，並飾以陶土製的面具。
托斯卡納柱廊之家可追溯至西元前2世紀，於奧古斯都時期經大幅整修與擴建。原始建築遺留有中庭鋪設的紅陶砂地面，後期則增設環繞庭院的托斯卡尼柱式柱廊與數處大理石鋪地空間。所有壁畫均屬保存狀況極佳的第三風格，會客室裝飾有描繪女狂神與潘神的壁畫，以及兩名女子對話的圖像。住宅上層曾出土數枚金幣與印章；與住宅相連的店鋪內牆以紅、藍色調粉刷，並收藏數塊來自多處公共建築的大理石銘文。
黑廳宅邸的主人為獲釋奴隸盧修斯·維尼狄烏斯·恩尼庫斯（Lucius Venidius Ennychus），此信息來自其遺留的二十塊蠟板文書。該宅邸保留有部分木造建築元素的炭化遺跡，包括門框、楣樑與門板。庭院後方一房間以第四風格黑底壁畫為特色，牆面繪有精緻圖案，地面則鋪設白色馬賽克。此外，屋內仍存一座木製家神龕與數個科林斯柱式大理石柱頭，並與一間青銅工匠店鋪相連。該店鋪中發現多件待修復的青銅器物，包括一尊酒神戴奧尼索斯雕像與一盞吊燈。

### 其他房舍
忒勒福斯浮雕之家}位於東街區I）為瑪爾庫斯·諾尼烏斯·巴爾布所有，即寶石之家的屋主。本宅建於奧古斯都時期，並於公元62年地震後全面翻修。中庭柱子用以支撐上層空間，休憩室與會客廳面向大海，並全面以大理石覆飾。宅邸收藏大量新雅典派風格的古希臘藝術雕像，包括八塊大理石懸飾，以及一件描繪忒勒福斯神話的高浮雕，目前仍保有其石膏模。

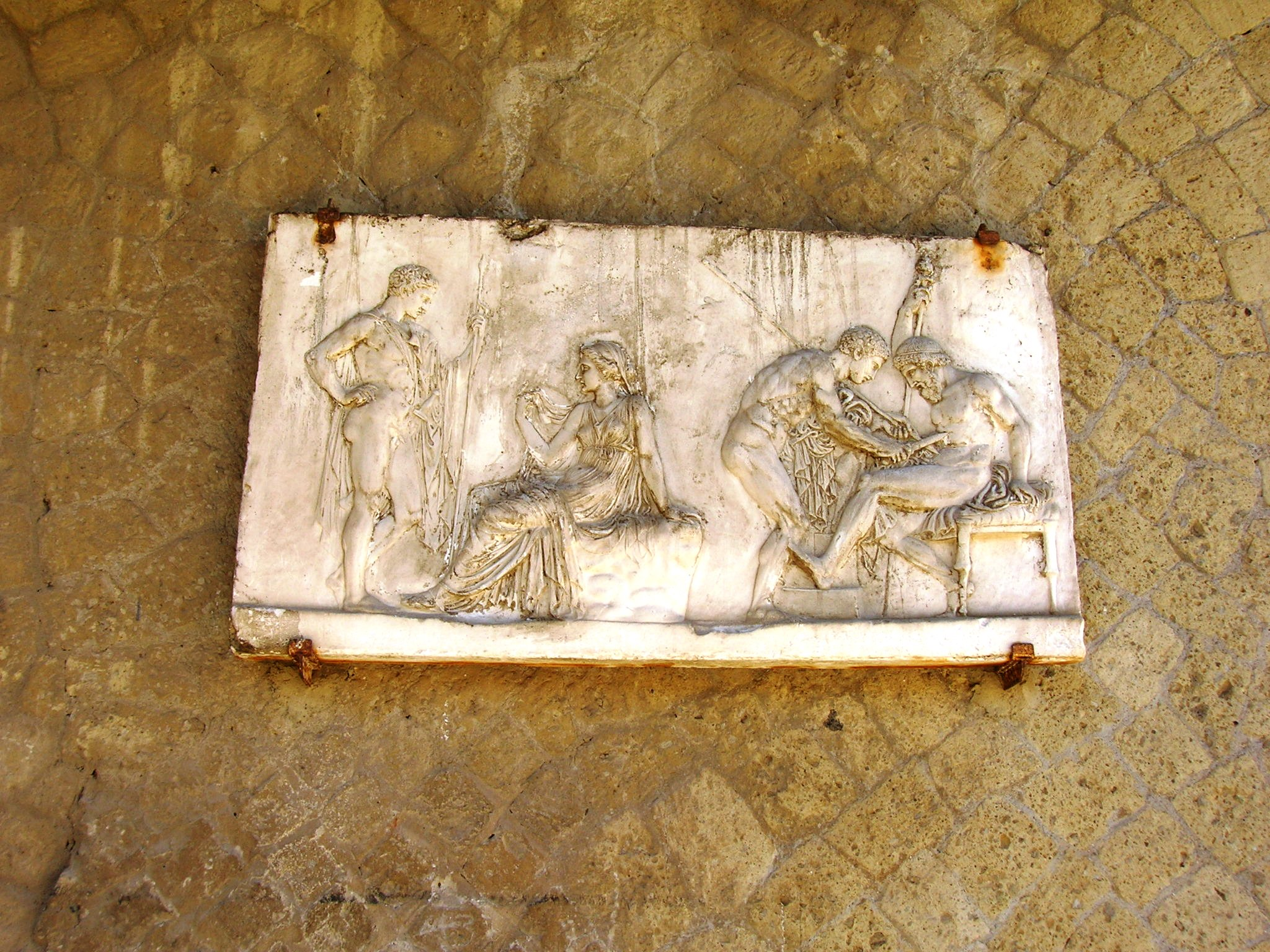
泰勒福斯浮雕之家

寶石之家（Casa della Gemma，亦位於東街區I）緊鄰郊區浴場，分為居住區與僕役用下層空間；後者位於浴場屋頂下方，為晚共和時期沿城牆修建，房間多採拱頂結構，地面鋪設馬賽克，由於受浴場蒸汽影響，推測此區域專供僕役使用。重要出土物包括一具木製搖籃（內含嬰兒遺骨）、兩塊描繪赫剌克勒斯與勒拿九头蛇戰鬥場景的大理石畫板、一尊古埃及風格的斯芬克斯雕像、裝滿玻璃器皿的木箱、一枚青銅印章與兩顆紅玉髓。
加爾巴之家（Casa di Galba}}，位於第七街區）僅部分經考古發掘，其名來自於入口處發現的一尊白銀半身像（今藏於那不勒斯國立考古博物館），推測為羅馬皇帝塞尔维乌斯·苏尔皮基乌斯·加尔巴像。現存建築元素包括設有多利安柱式的周庭、廚房、廁所與通往上層的階梯。
戴奧尼索斯浮雕之家（Casa del Rilievo di Dioniso，位於西北街區）得名自廳堂壁面嵌入的一塊浮雕，描繪一名女狂神與一位鬍鬚男子共舞，可能代表狄俄倪索斯；同一空間另出土一件浮雕，內容為三名女子與一男子，此外還有一尊持酒杯的戴奧尼索斯雕像立於基座上。該宅建於晚共和時期，後曾擴建，至維蘇威火山爆發時仍處於修繕階段；1990年首次發現，目前僅部分區域經考古發掘，已出土空間中可見紅底第四風格壁畫與黑白馬賽克鋪地。
M.皮利烏斯·普里米吉尼烏斯·格拉尼亞努斯之家（Casa di M. Pilius Primigenius Granianus，位於郊區) 靠近古海岸線，坐北朝南、面海而建，擁有良好的景觀視野。屋內出土第二風格壁畫與馬賽克地面裝飾。

### 別墅
紙莎草別墅是赫庫蘭尼姆目前唯一已知的羅馬別墅，位於古城牆外，自1750年起以挖掘地道的方式進行探勘，至1761年暫停作業。該別墅目前大部分仍埋藏於約25米厚的火山碎屑層之下，此層堆積源自公元79年與1631年維蘇威火山兩次噴發。別墅在公元62年地震中曾受損，火山爆發時正進行修復工程。

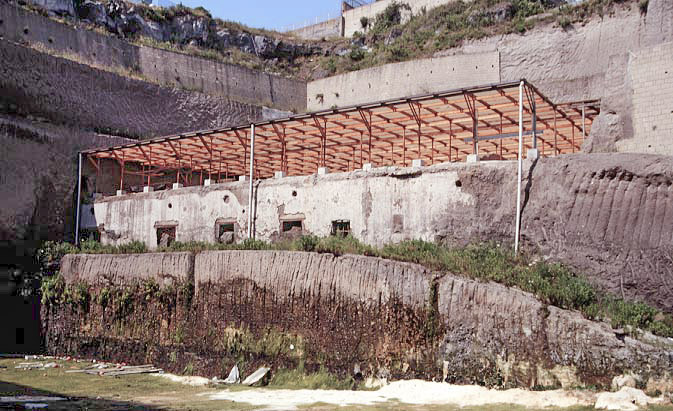
紙草卷別墅發掘現場

別墅正面長度超過250公尺，可能為盧基烏斯·卡爾普尼烏斯·皮索·龐提費克斯（Lucius Calpurnius Piso Pontifex）或阿庇烏斯·克勞狄烏斯·普爾赫（Appius Claudius Pulcher）的家族所有。
該別墅最著名的發現為一批保存在木箱中的紙草卷，總數超過1,800卷，來自其屋內圖書館，當時亦正值修繕階段。這些紙草文獻多為哲學著作，書寫語言包含拉丁文與古希臘文。
出土文物還包括58尊青銅像與21尊大理石雕像，多為寫實與理想化並存的希臘風格作品。庭園區設有以陶罐導水的排水系統與中庭，其中一處出土一座青銅日晷。自2000年代以來，考古團隊陸續發掘出若干裝飾有壁畫與馬賽克地板的新房間。

## 公共建築

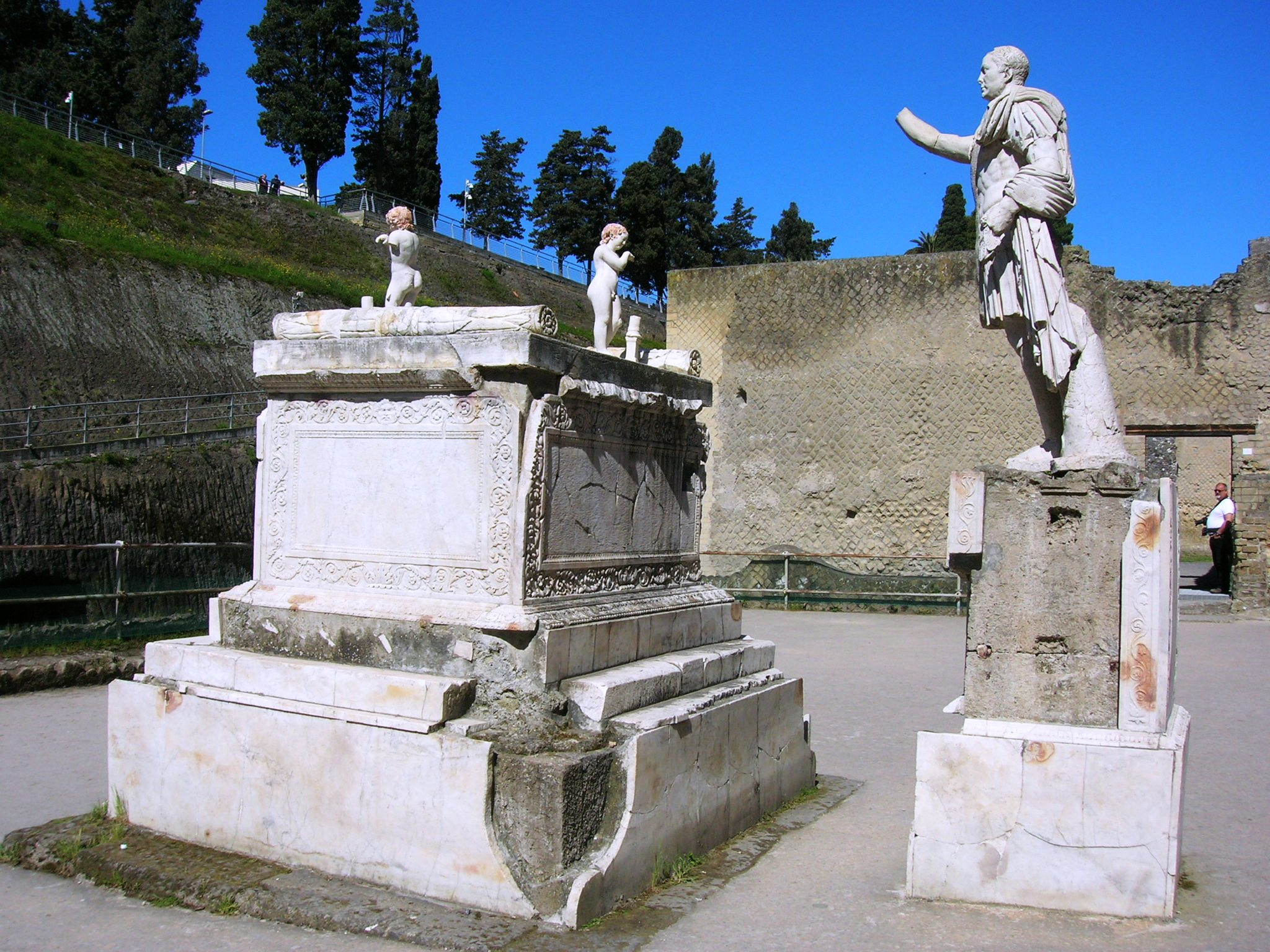
馬爾庫斯·諾尼烏斯·巴爾布平台

市集廣場區至今大部分仍未出土，其佈局不同於傳統羅馬長方形廣場的形式，而是規劃為一處禁止車輛通行的開放空間。此廣場由一道裝飾有雕像、壁畫與大理石鑲嵌的拱門分為東西兩部分：東側主要作為市政活動場所，西側則集中經濟活動。
諾尼亞那大會堂建於奧古斯都時期，並於公元62年地震後由馬爾庫斯·諾尼烏斯·巴爾布（Marcus Nonius Balbus）主持修復。目前建築大多仍掩埋於地下，僅在第三主幹道（Cardo III）沿線發掘出部分周牆遺跡。該建築平面呈長方形，後方設有一座半圓形凹室，四周環繞雙層半柱。出土文物包括數尊描繪巴爾布家族成員的騎馬雕像、一顆大理石人頭雕像（髮絲與眼部保留彩繪痕跡），以及多幅屬於第四風格的壁畫，如《海克力士的十二功績》等主題。
另一座大會堂（Basilica}}）根據碑文記載亦由巴爾布所建，於1739年至1761年間經由地道進行探勘，目前仍大部分掩埋。其建築配置與龐貝的歐瑪琪婭樓相似，包括兩側柱廊與一座後方的半圓形凹室。凹室內壁繪有《海克力士尋子特勒福斯》、《忒修斯與彌諾陶洛斯》、《喀戎教導阿基琉斯》與《潘恩與奧林波斯》等場景，現皆收藏於那不勒斯國立考古博物館。此外，大會堂還出土兩尊大理石騎馬像與一尊青銅塑像，均為巴爾布的肖像。其柱廊與前廳鋪設以碎塊形工藝鑲嵌工法製成的地面，目前僅前廳仍可見。其拱門以第四風格灰泥裝飾，包括一尊仰臥的薩堤爾形象。內部設有三座覆以大理石的基座，原安置三尊雕像。
緊鄰郊區浴場的廣場即為馬爾庫斯·諾尼烏斯·巴爾布平台（Terrazza di Marco Nonio Balbo），同時亦設有其墳墓紀念建築。巴爾布是赫庫蘭尼姆歷史上最著名的市政人物之一，曾捐建與修復多座公共建築，城內曾豎立逾十尊雕像以表彰其貢獻。其石棺為一座朝海的祭壇式墓碑，基座原立有一尊著甲塑像。該雕像頭部於亞美迪歐·馬尤里率領的團隊早期挖掘中出土，軀幹則於1981年才被發現。

## 娛樂建築
赫庫蘭尼姆郊區浴場位於城牆之外，鄰近馬里納門（Porta Marina）與馬爾庫斯·諾尼烏斯·巴爾布的紀念建築群，是古代保存最完整的浴場建築之一。此處為男女混浴設計，共用相同空間，建築設有大型窗戶與天窗，以強化採光效果。入口處設有兩間服務室，專司管理入浴者，牆面保留大量塗鴉，其中部分具有情色內容。浴場門廳中保存有一尊阿波羅的赫馬柱，候浴室或按摩室則以裸體戰士的灰泥浮雕裝飾。熱水浴室保留原始木製門扇，溫水浴室幾乎為一座大型水池所佔據，而干蒸氣浴則鋪設馬賽克地板，圖案為飾有常春藤的酒杯。
赫庫蘭尼姆市集浴場建於儒略-克劳狄王朝時期，牆體採用網格石工法與不規則工法技法砌築，內部區分為男女兩區，空間配置大致仿效龐貝郊區浴場。女性浴區保留數幅鑲嵌畫，包括走廊中的黑白幾何圖案、足浴室中的持舵特里同圖，以及溫水浴室中飾以常春藤與三叉戟的圖樣。男性區則保存主題相似但品質略遜的馬賽克作品，如特里同的複本。牆面多以紅色為底，裝飾花瓶與燭臺。兩個浴區皆設有泳池，並連接一套配置水輪的供水系統。

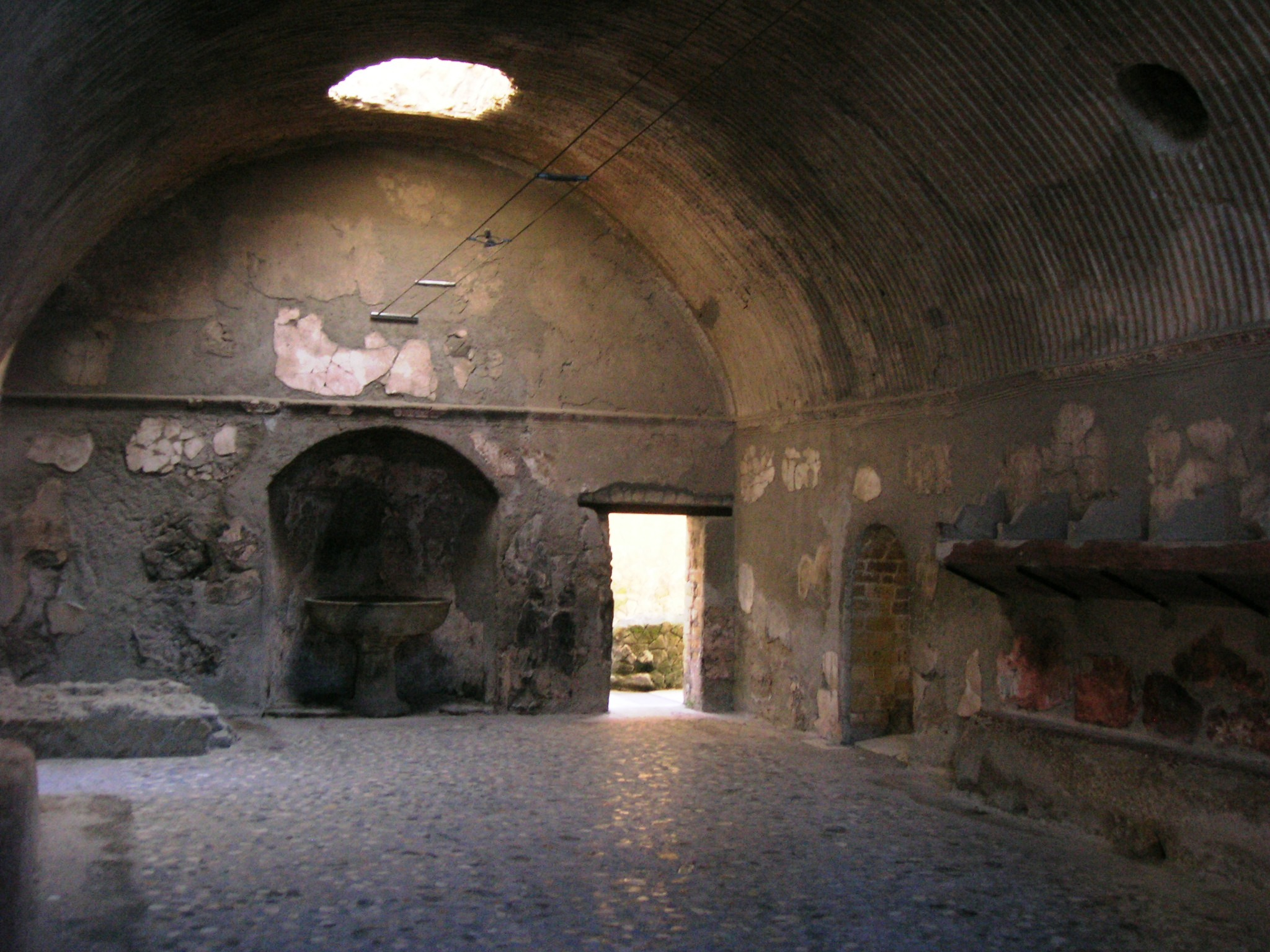
赫庫蘭尼姆市集浴場的男性更衣室（Apodyterium）

西北浴場（Terme di Nord-Ovest）於1990年出土，迄今僅局部區域完成發掘。其規模遠超出赫庫蘭尼姆居民的需求，推測可能亦服務城外地區。初期誤認為神廟，後確定為熱水浴室。建築保存極為完整，包括原貌屋頂與多扇設有炭化木窗框的窗戶，牆面壁龕原設有雕像。內部以石灰與石材製作仿洞穴風格裝飾，後牆設有神泉裝置（ninfeo），左右小門通往後室，中央為熱水池。此外尚出土一處柱廊遺跡，附近發現一艘船與一具炭化馬匹遺骸，另有一條通往海濱的大理石階梯，沿階設置噴泉、水池與花園。

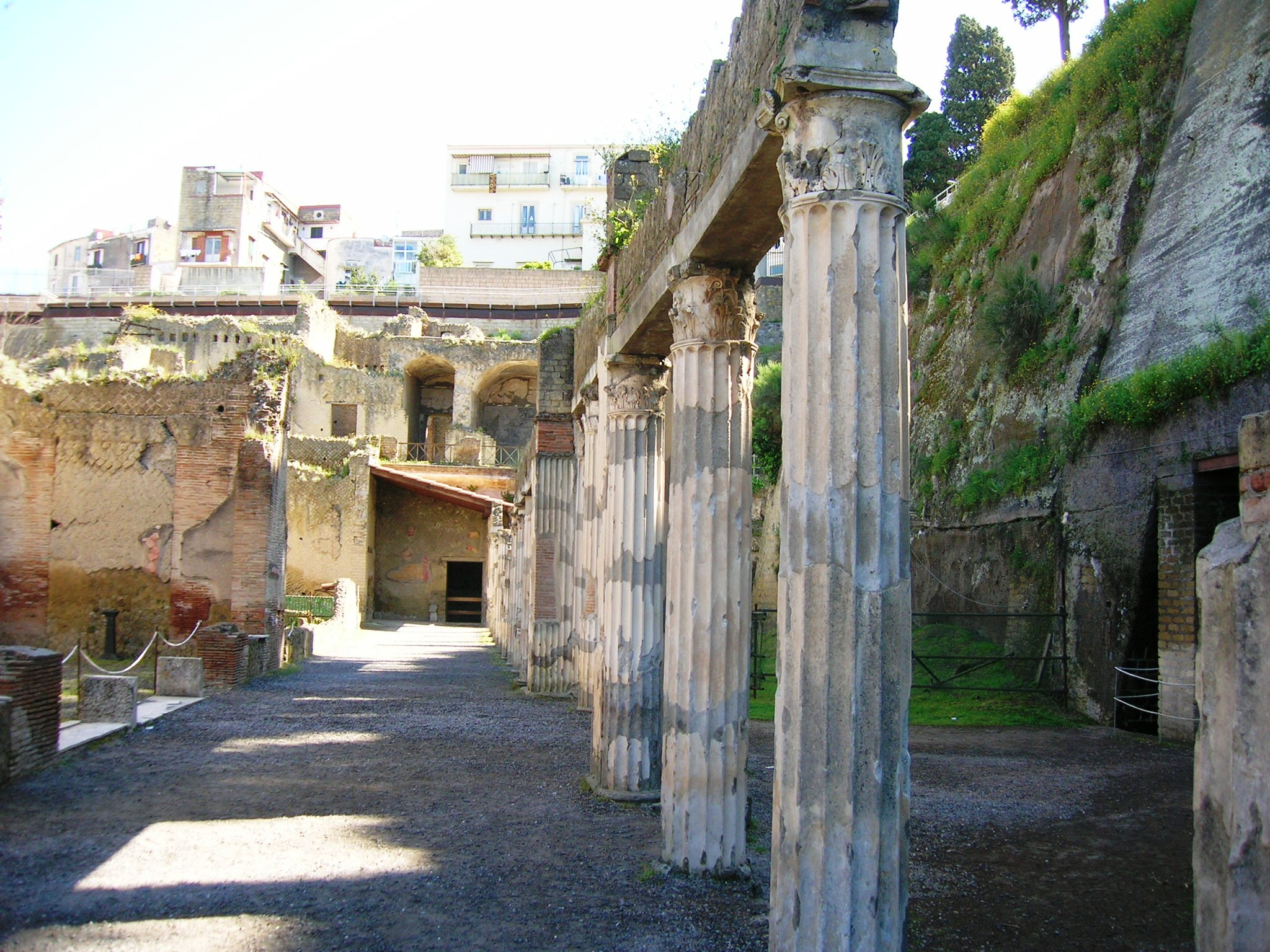
赫庫蘭尼姆運動場的柱廊

赫庫蘭尼姆運動場目前僅發掘約三分之二，沿第五主幹道設有多間商鋪，樓上為出租住宅。入口由兩根部分倒塌的柱子與一座繪有星空主題的拱頂構成，內部為科林斯式三面柱廊，中央設有綠地與一座大型泳池，池旁置有銅製九頭蛇噴泉。泳池邊緣另設一矩形魚池，用於水產養殖，其牆面嵌有陶罐以沉積魚卵與蛋類，惟至火山噴發時已遭廢棄。主廳原本預計擺放描繪儒略-克勞狄王朝成員的雕像，目前尚未出土，僅發現一張大理石桌；側廳則保有第三風格壁畫裝飾。該建築亦出土多尊古埃及宗教神祇雕像，可能來自尚未出土的伊西斯神廟，後被火山噴發捲入。
赫庫蘭尼姆劇場）為赫庫蘭尼姆最早出土的古建築，同時亦是維蘇威地區最早進行的考古挖掘工程之一。因其位於遺址邊緣，目前仍大部分埋藏於地下，僅能透過通道參觀。劇場建構採羅馬典型格局，可容納超過2,500名觀眾。觀眾席原設多尊青銅雕像，包括騎馬像，大多於波旁王朝時期被熔鑄為錢幣，僅留部分。Orchestra區域出土兩座鍍金青銅座椅與數塊大理石碑文。劇場後方為一座希臘化時期風格的柱廊區，供觀眾中場休憩使用。

## 宗教建築

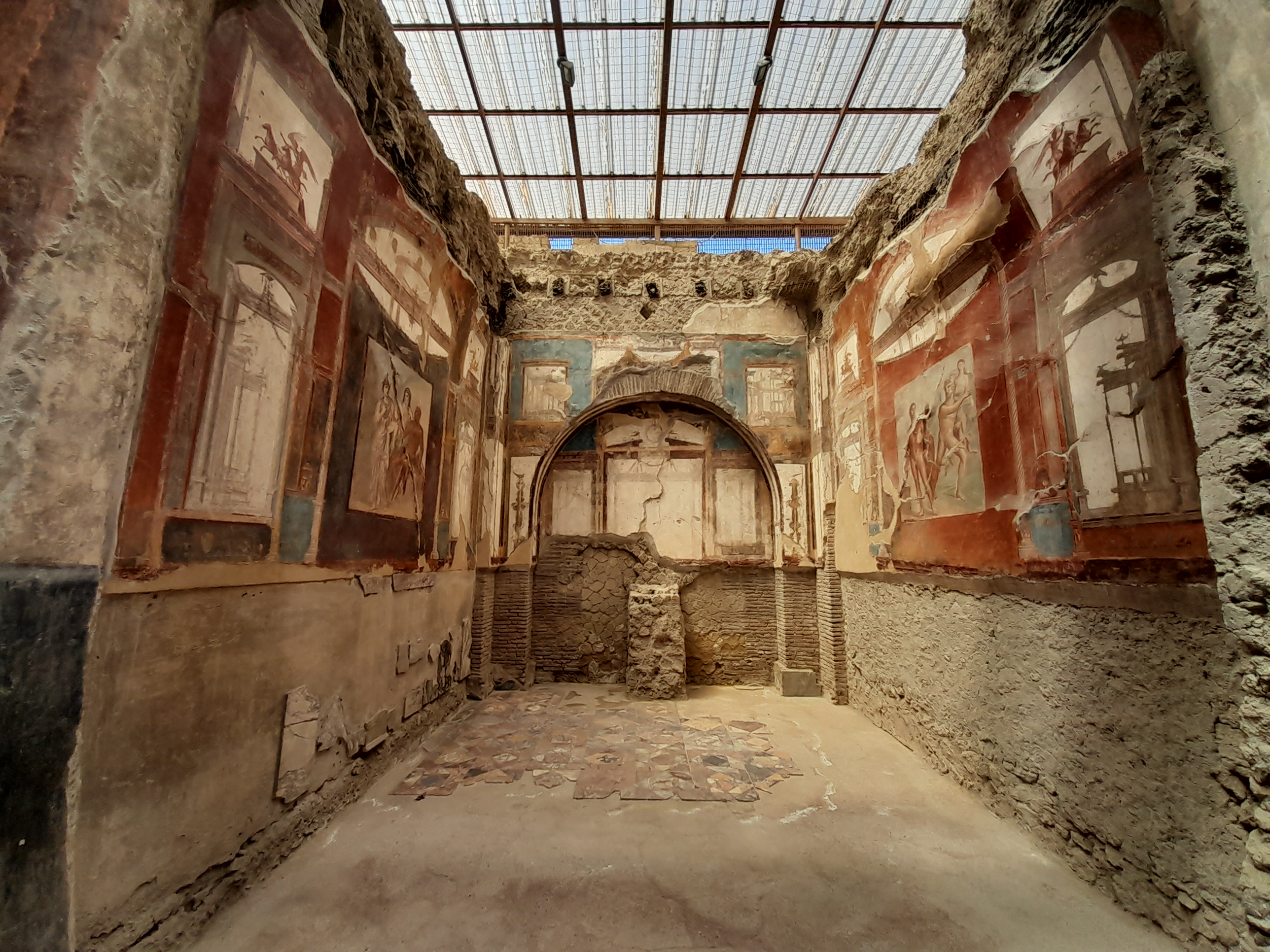
奧古斯塔利學院（Collegio degli Augustali）

在赫庫蘭尼姆南部、鄰近海岸線的一座由拱頂結構支撐的高臺上，曾存在一處神聖區域，內有兩座神廟，分別供奉維納斯與「四神」。該區出土多項文物，包括兩幅描繪神話場景的壁畫、兩尊無頭著袍女性雕像、一座獻給維納斯的大理石祭壇，以及若干陶製塑像。
位於該區南部的維納斯神殿，在公元62年地震後由錫比狄婭·薩圖爾妮娜（Sibidia Saturnina）與其子富里烏斯·薩圖爾尼努斯（Furius Saturninus）主持修復。神殿周圍設有一座大理石祭壇，前廊（pronao）柱子採用雕刻火山凝灰岩製成，表面塗覆灰泥並刻出垂直凹槽。主殿為拱形天花板，牆面保留一幅描繪花園景觀的壁畫，畫中可辨識出舵的圖案——象徵維納斯引導航海者。
與維納斯神殿相似，四神神殿亦於地震後進行重建。該殿出土四幅仿古風格浮雕，分別描繪密涅瓦、墨丘利、尼普頓與武爾坎，象徵商業與工藝的保護神。其前廊設有科林斯式柱子，地板鋪以青蘋果綠大理石，主殿地面則採用碎塊形工藝鑲嵌技法。神殿的木構屋頂在火山爆發時被氣浪拋擲至海灘，從而得以保存。
奧古斯塔利學院）建於西元前27年至14年間，即奧古斯都尚在世時。根據銘文記載，建築落成之日由盧修斯·普羅庫魯斯（Lucius Proculus）與盧修斯·尤利亞努斯（Lucius Iulianus）兩兄弟為市議員與奧古斯塔利成員設宴款待。
建築平面呈方形，牆面裝飾以盲拱，室內設有四根中心柱，地面鋪設陶片水泥（cocciopesto），上層則以人字形砌法（opus spicatum）建造。館內出土多幅第四風格壁畫，題材以赫剌克勒斯為主，包括他與宙斯、朱諾及密涅瓦登上奧林帕斯山，以及與俄刻阿诺斯搏鬥的場景。此外，學院內曾收藏波旁時期出土的數尊雕像，如手持雷電、象徵宙斯化身的奧古斯都與克勞狄烏斯像，另有馬爾庫斯·諾尼烏斯·巴爾布家族成員雕像。考古發掘亦發現一具臥於床上的管理員遺骸。學院鄰近主幹道處尚有一座矩形小神殿，其後牆設有一座祭壇平台，被認為可能亦具奧古斯塔利用途。

## 商業設施

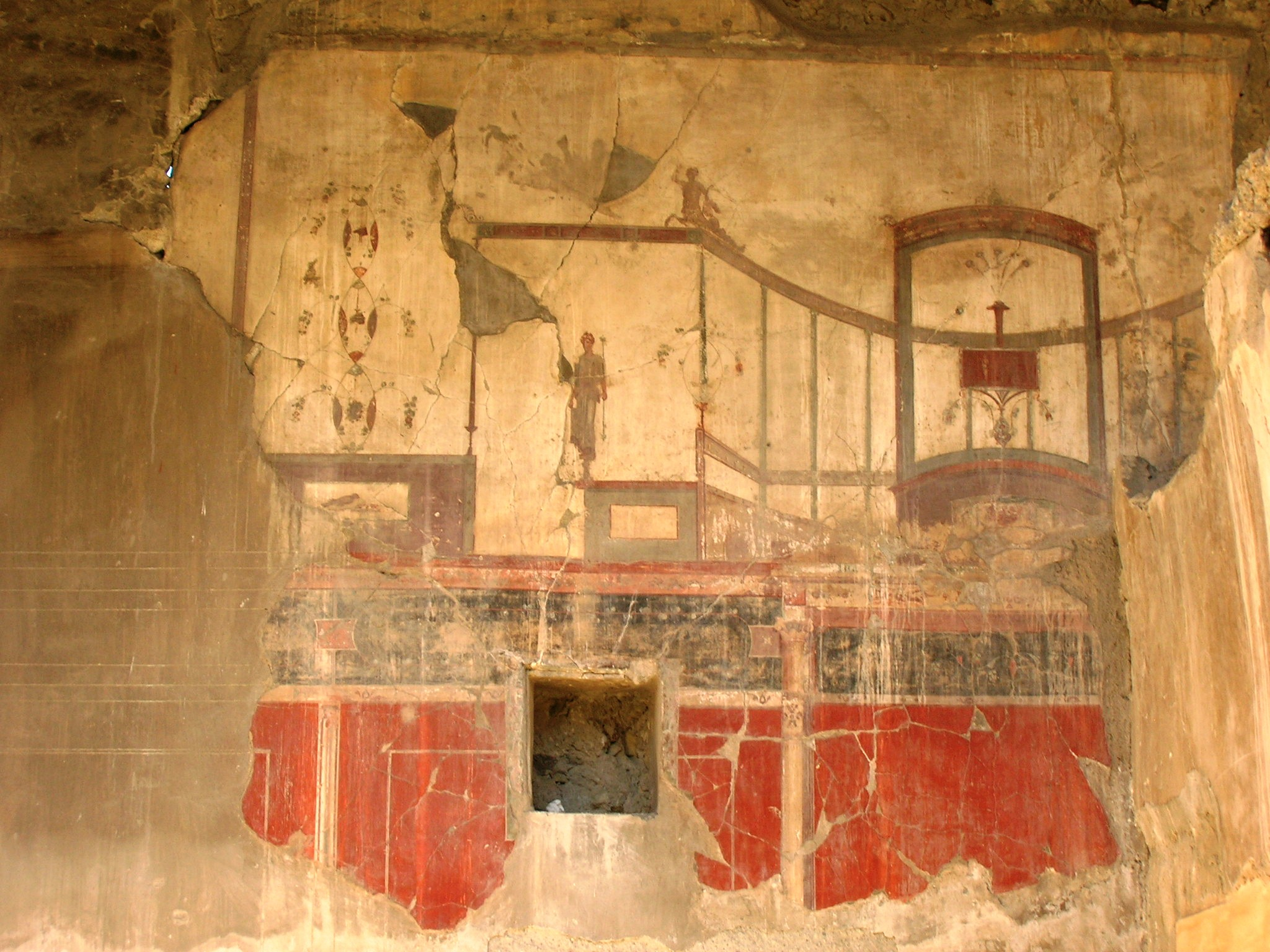
普里阿波酒館的壁畫裝飾

赫庫蘭尼姆出土多處商業建築與作坊，其中包括一間熱食攤，內設數口陶甕，用於盛裝當地釀製的葡萄酒。
普里阿普斯酒館（taberna di Priapo）因吧台上繪有普里阿普斯壁畫而得名，內發現一口盛有核果的陶甕。此外，陶器店（taberna vasaria）雖無吧台設施，保存多件陶罐，其中包含塗黑且刻有希臘字母的容器及其他陶製品。
鉛匠工坊（bottega del plumbarius）與黑廳宅（Casa del Salone Nero）中庭相連，推測曾用作出租空間。外牆有由白色石灰岩砌成的長型吧台。遺址出土金屬加工相關物件，如冶煉坩堝、冷卻陶罐、鐵製工具、鉛錠與管件等。此外，亦發現鍍金、銅與銀製的酒神小像及一座配有大理石底座的青銅燭臺。

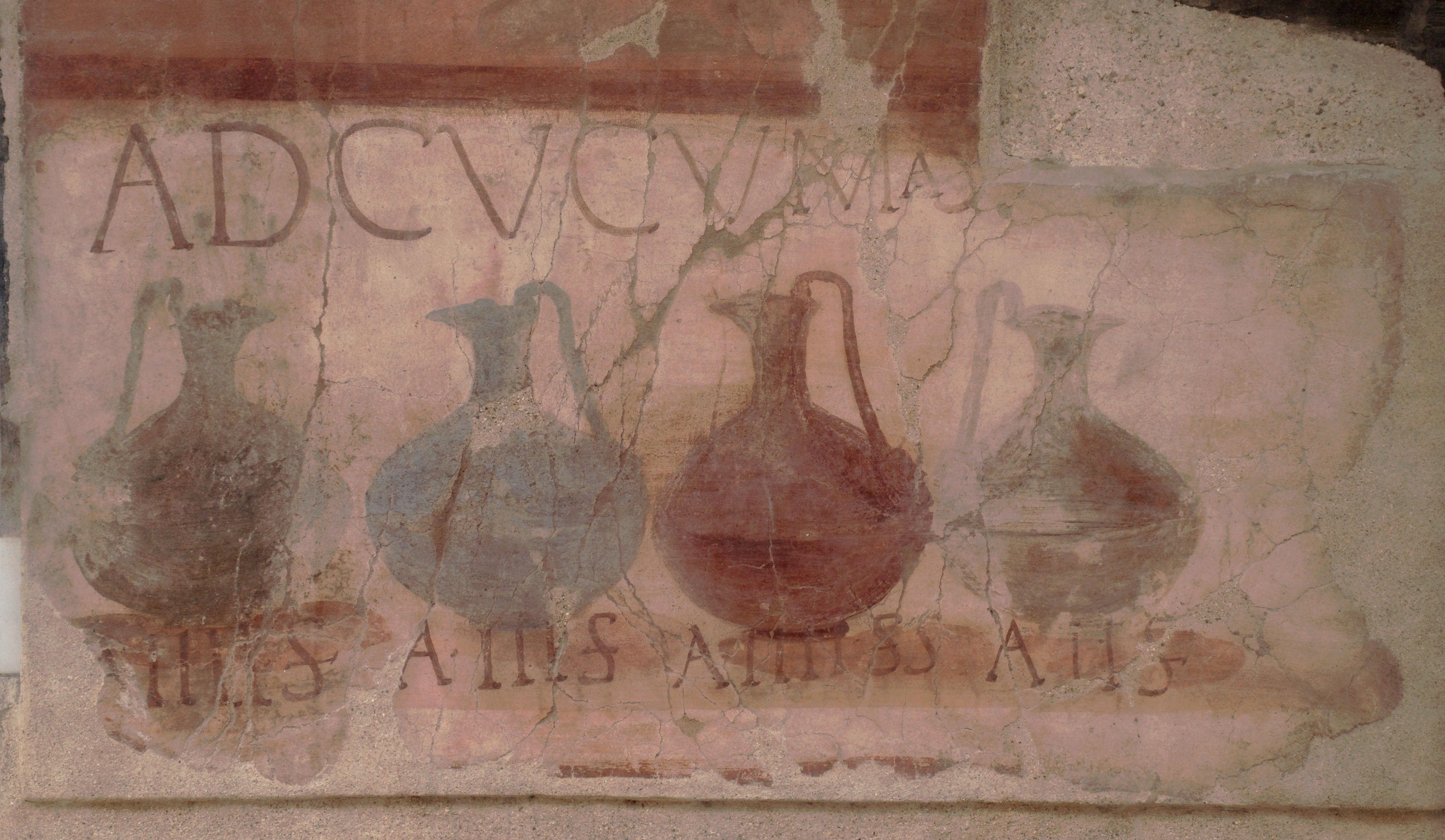
四壺店上的壁畫

相鄰的四壺店（Ad Cucumas）商店同連接黑廳宅，門柱上保存彩繪招牌，繪有四個不同色彩的壺，並標示飲品價格及「Ad Cucumas」字樣。招牌上方繪有羅馬神祇桑库斯，下方以紅字標記諾拉城名，宣傳當地即將舉行的角鬥士比賽，推測文字為巡迴書吏「四月的卡普亞書吏」（scriptor Aprilis a Capua）所書。鄰近三層樓商鋪仍保留一根碳化木橫梁與繩索。
寶石匠店（bottega del gemmarius）出土各式已加工及未加工寶石，並發現一只木箱，內藏雕刻工具。該店兼作居所，內有爐灶、水井及床鋪，床上發現一名青少年遺骸。
毛紡商店（bottega del lanarius）由木隔屏宅（Casa del Tramezzo di Legno）改建，設有上層空間，為一方形室，地面鋪敲打土質（battuto）。出土一台碳化木製螺旋壓榨機，可能用於羊毛加工，亦有學說認為其用於提煉香精。店內少數展櫃由阿梅迪奧·邁烏里（Amedeo Maiuri）設置，用以陳列原址出土文物。
位於運動場附近的大型酒館擁有L形大理石吧台，內嵌八口陶甕以儲存食材。吧台兩端設有大理石平台，用於擺放餐具及食器。店內後方多間房間，其中一面牆繪有一艘船及數段塗鴉，包括一則希臘文刻寫：
犬儒學派的第歐根尼，看到一名女子被洪水沖走時說：「讓一種災厄帶走另一種災厄吧。」
赫庫蘭尼姆現存兩座麵包坊（pistrina），數量遠少於龐貝，推測當地多於住家自行烘焙，考古亦發現多處住家配有磨石。一座麵包坊屬於色克斯圖斯·帕圖爾基烏斯·費利克斯（Sex. Patulcius Felix），根據出土青銅印章命名，內有兩座石磨與一座附屬作坊的烤爐，入口處裝飾兩座灰泥陽具，象徵烘焙順利。樓上發現25個大小不一的青銅圓形烤盤（placentae），推測用於烤製麵餅。

## 海灘

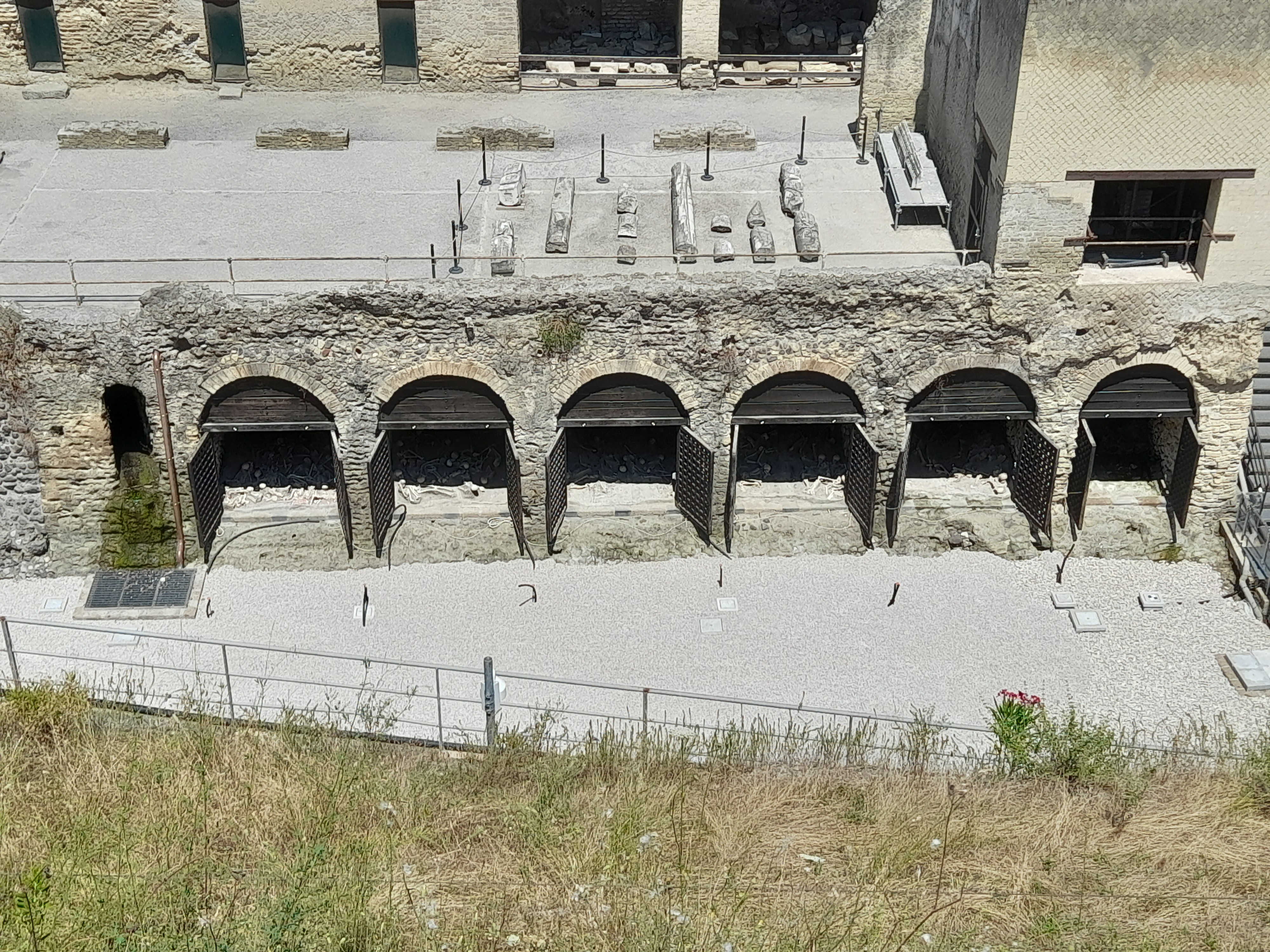
船屋

1980年，為開設考古公園新入口，開始對位於郊區浴場下方的區域展開考古調查。隨著1982至1983年間的進一步挖掘，考古學家確認抵達古代海岸線，即赫庫蘭尼姆的古海灘。現場發現貝殼與一艘船的遺跡，後者已被保存與展出。
在1980年至1982年間的發掘中，考古學家在古代海灘及最初六座「船屋」中發現超過55具骸骨，改變了過去認為大多數居民已逃離的觀點。研究顯示，這些等待海上救援的居民可能在火山碎屑流產生的極端高溫（約500 °C（930 °F））中瞬間死亡，並因猝死性休克與肌肉收縮造成骨骼與牙齒斷裂。肉體在高溫火山灰中迅速汽化，無法保存屍體外形。
經過1990年代進一步挖掘，於海灘及朝海的12座石砌拱室中發現296具骸骨，使該區總計確認340具遺骸。分析顯示，海灘死亡者主要為男性，而女性與兒童多數在船屋內遇難。1982年發現的一名女性因佩戴戒指被稱為「戒指女士」。在海灘鄰近古船旁出土一具軍官骸骨，該者配有華麗匕首與腰帶，推測其曾參與救援行動。
根據2021年一項對17具骸骨（11男6女）進行的穩定同位素分析揭示赫庫蘭尼姆居民的飲食差異：男性攝取魚類為女性的1.6倍，而女性則較多食用肉類、蛋與乳製品，反映當時羅馬義大利地區的飲食趨勢。由於肉體汽化，原始骸骨無法保存，後以石膏翻模技術製作模型，翻模標本現陳列於那不勒斯人類學博物館。
面向海灘的拱形倉庫經整治後已於2024年重新對外開放。

## 另見
- 赫庫蘭尼姆紙草卷（英语：Herculaneum_papyri）
- 龐貝
- 奧普隆蒂斯
- 斯塔比亞

### 書籍引用
- Brennan, B. . Sydney: Ancient History Seminars. 2018.
- Brennan, B. . Sydney: Ancient History Seminars. 2012.
- Burlot, Delphine. . Journal of the History of Collections. May, 23: 15–28.
- Capasso, Luigi. . Rome: L'Erma di Bretschneider. 2001.
- Daehner, J. (编). . Los Angeles: J. Paul Getty Museum. 2007.
- De Carolis, E.; Patricelli, G. . Los Angeles: J. Paul Getty Museum. 2003.
- Deiss, J. J. . Malibu, CA: J. Paul Getty Museum. 1995.
- Lazer, Estelle. . London: Routledge. 2009.
- Losansky, G. . Wiesbaden: Reichert. 2015.
- Pace, S. . Naples, Italy: Electa. 2000.
- Pagano, M. . 由Anna Pesce翻译. Naples, Italy: T&M. 2000.
- Pagano, M.; Balasco, A. . 由Clive Fordham翻译. Naples, Italy: Electa. 2000.
- Pirozzi, M. E. A. . Naples, Italy: Electa. 2000.
- Scarth, Andrew. . Princeton, NJ: Princeton University Press. 2009.
- Wallace-Hadrill, Andrew. . Journal of Roman Archaeology. 2011, 24: 121–160.

義大利文
- Maiuri, Amedeo. . Turin: Alpina. 1932.
- Maiuri, Amedeo. . Rome: La Libreria dello Stato. 1946.
- Maiuri, Amedeo. . Rome: Libreria dello Stato. 1955.
- De Franciscis, Alfonso. . Novara: Istituto Geografico De Agostini. 1974.
- De Vos, Arnold; De Vos, Mariette. . Rome: Editori Laterza. 1982.
- Dell'Orto, Luisa Franchi. . Rome: L'Erma di Bretschneider. 1993. ISBN 88-7062-807-8.
- Maiuri, Amedeo. . Milan: Giunti Editore. 1998. ISBN 88-09-21395-5.
- Capasso, Luigi. . Rome: L'Erma di Bretschneider. 2001. ISBN 88-8265-141-X.
- Camardo, Domenico.  (pdf). Forma Urbis (Rome: Editorial Service Sistem). March 2005: 27–30.
- Pesando, Fabrizio; Guidobaldi, Maria Paola. . Rome: L'Erma di Bretschneider. 2006. ISBN 88-8265-364-1.
- Touring Club Italiano. . Milan: Touring Club Editore. 2008. ISBN 978-88-365-3893-5.
- Cantilena, Renata; Porzio, Annalisa. . Naples: Electa. 2008. ISBN 978-88-510-0571-9.
- Guidobaldi, Maria Paola; Esposito, Domenico; Formisano, Eliana. . Pisa: Fabrizio Serra Editore: 43–180. 2009.
- Guidobaldi, Maria Paola. . Naples: Electa. 2006. ISBN 88-510-0289-4.
- Esposito, Domenico; Camardo, Domenico. . Rome: Deutsches Archäologisches Institut Rom. 2013. ISBN 978-3-7954-2853-2.
- Sirano, Francesco. . Naples: Arte'm. 2019. ISBN 978-88-569-0714-8.
- Maggi, Giuseppe. . Naples: Kairós Edizioni. 2020. ISBN 978-88-98029-28-0.
- Sirano, Francesco. . Naples: Arte'm. 2021. ISBN 978-88-569-0742-1.

## 外部連結
- 當地考古管理機關－官方網站 的存檔，存档日期2017年10月3日，.
- 赫庫蘭尼姆保護計畫－官方網站
- 西元79年：毀滅之年
- 龐貝考古部落格
- 牛津大學赫庫蘭尼姆之友協會
- 腓羅德摩斯計畫－將出版其詩學與修辭學著作
- 楊百翰大學：赫庫蘭尼姆紙卷
- 赫庫蘭尼姆 的存檔，存档日期2011年6月7日，.，作者：Iain Dickson（筆名 Melvadius Macrinus Cugerni）
- 揭開赫庫蘭尼姆的面紗－PBS紀錄片《死亡祕密》系列節目之一
- Purcell, N., R. Talbert, T. Elliott, S. Gillies. . Pleiades. 2020年11月23日  [2012年3月8日].
- 羅馬－坎帕尼亞地區壁畫（含英文、義大利文、西班牙文與法文簡介） 的存檔，存档日期2011年3月7日，.
- 《揭開赫庫蘭尼姆的面紗》－Andrew Wallace-Hadrill 專訪 的存檔，存档日期2014年3月25日，.，《Ideas Roadshow》，2013年
- 维基文库中的相關文獻：
  - "赫庫蘭尼姆是如何被摧毀的？"，刊於《Popular Science Monthly》，第2卷（1872年12月）
  - . . 1905.
  - . . 1907 （英语）.
  - .  13 (第11版). London: 342–344. 1911.；附有赫庫蘭尼姆別墅平面圖